# Ploéven
Ploéven [ploevɛ̃] (en breton : Ploeven) est une commune française, située dans le département du Finistère en région Bretagne. Ploéven fait partie de la Communauté de communes Pleyben-Châteaulin-Porzay.
En 1992, la commune a obtenu le Label « Communes du patrimoine rural de Bretagne » pour la richesse de son patrimoine architectural et paysager.

## Géographie

### Description
|                    | Plomodiern      |      |
| Baie de Douarnenez | Ploéven         | Cast |
|                    | Plonévez-Porzay |      |

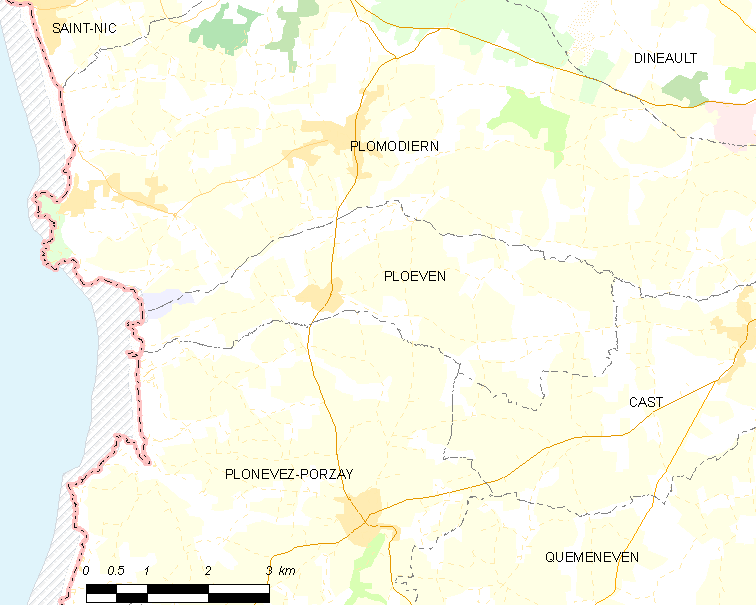
Carte de la commune de Ploéven.

La commune fait partie traditionnellement du Pays Glazik. Son finage forme un rectangle étiré en longueur dans le sens ouest-est, et peu large dans le sens nord-sud, surtout à l'ouest, raison pour laquelle la commune ne dispose que d'une courte façade littorale d'environ un kilomètre donnant sur la Baie de Douarnenez (Anse de Kervijen, pointe du Marrouz, plage de Ty Anquer [Ty an Quer]) ; la façade littorale offre deux plages de sable fin séparées par une pointe aux falaises atteignant plusieurs dizaines de mètres d'altitude. La commune est limitée par deux petits fleuves côtiers : le ruisseau de Kerharo au nord, sépare Ploéven de Plomodiern (un de ses affluents sert aussi partiellement de limite communale avec Cast côté est) et le ruisseau de Ty Anquer limite la commune au sud, la séparant de Plonévez-Porzay.
Mariage de la mer et de la campagne, Ploéven est une petite commune de bord de mer, au fond de la baie de Douarnenez et au centre de la riche plaine du Porzay. Les roches affleurantes sont principalement des schistes et grès siluriens.
Son paysage se présente sous la forme d'amples vallonnements, alternance de collines et vallons, s'étageant d'est en ouest, par paliers, vers la mer ; les points les plus élevés se situent donc vers l'est de la commune, atteignant jusqu'à 97 mètres à Barvédel où un oppidum a existé, non loin de la chapelle Sainte-Barbe.
L'aspect visuel du paysage actuel est la conséquence de transformations relativement récentes. La trame bocagère serrée que constituait le parcellaire d'autrefois a fait place, à la suite du remembrement réalisé en 1965, à un domaine agricole qui dégage désormais de vastes perspectives faisant apparaître le bâti des villages, jadis protégés par la végétation, les collines des communes voisines et l'océan. Le bourg, légèrement excentré vers le sud-ouest, est vers 60 mètres d'altitude.
La commune a échappé à la rurbanisation et à la périurbanisation (peu de lotissements, y compris aux alentours du bourg), ainsi qu'à l'urbanisation littorale, parvenant à conserver un littoral totalement naturel.
L'ancienne palue de l'anse de Kervigen, alimentée par le fleuve côtier Kerharo, décrite en 1951 comme « en voie d'assèchement total », a été réhabilitée. C'est désormais un site naturel de 22 hectares, à cheval sur les communes de Plomodiern et Ploéven, désormais depuis 2015 propriété du département du Finistère et géré par l'EPAB (Établissement public de gestion et d'aménagement de la baie de Douarnenez), composé principalement d'une roselière principalement occupée par le roseau commun (Phragmite australis) ; un système de vannes détourne une partie de l'eau du Kerharo vers le marais, ces vannes étant fermées du début du printemps à la fin juillet afin de lutter contre la prolifération des algues vertes dans la baie de Douarnenez car les eaux du Kerharo sont chargées en nitrates ; les roseaux avec leur système racinaire et les micro-organismes associés jouent un rôle d'épuration et l'eau sortant du marais est dépourvue de nitrates.

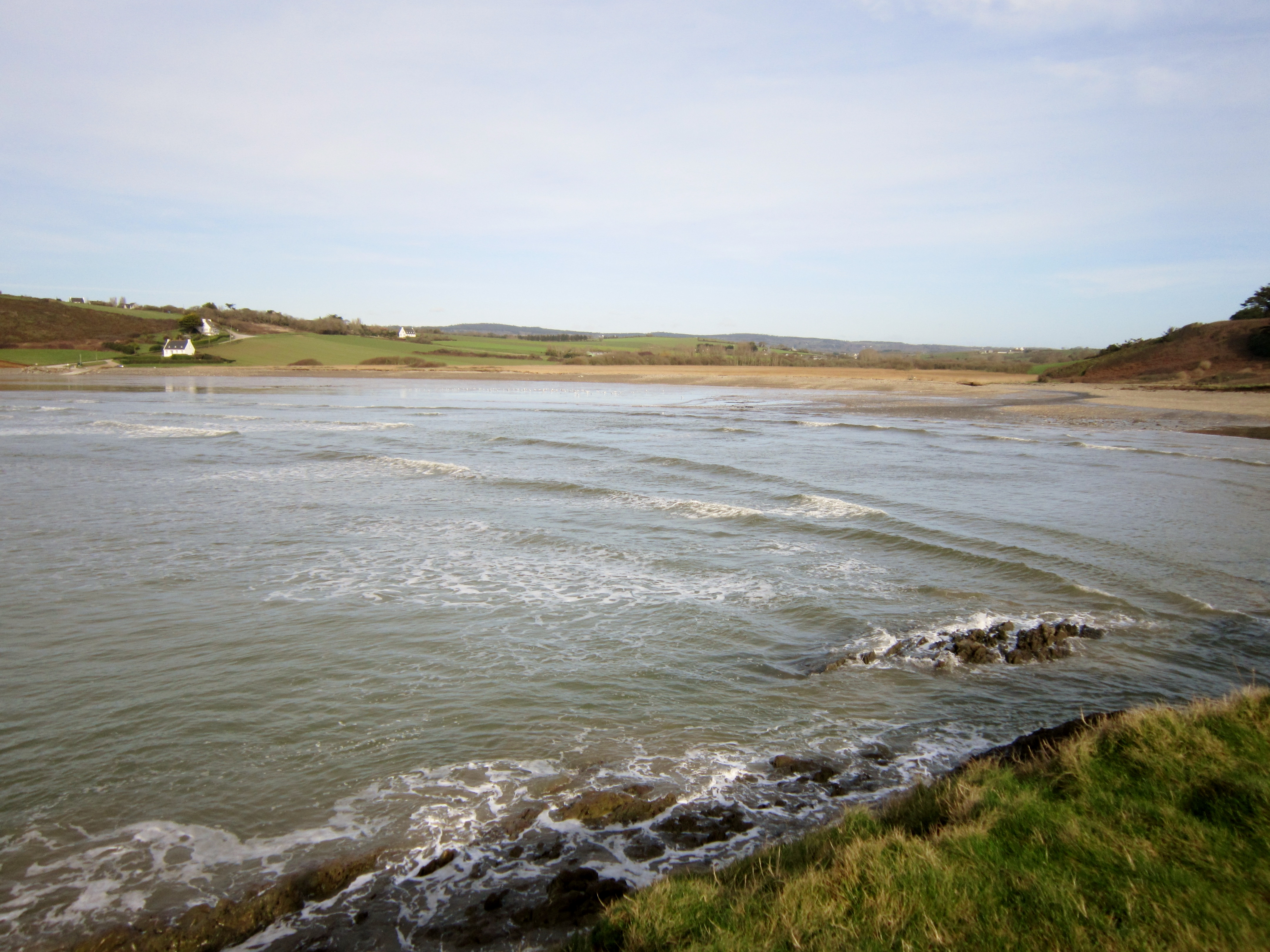
Ploéven : l'anse de Kervijen vue depuis la pointe du Marrouz située à son sud.
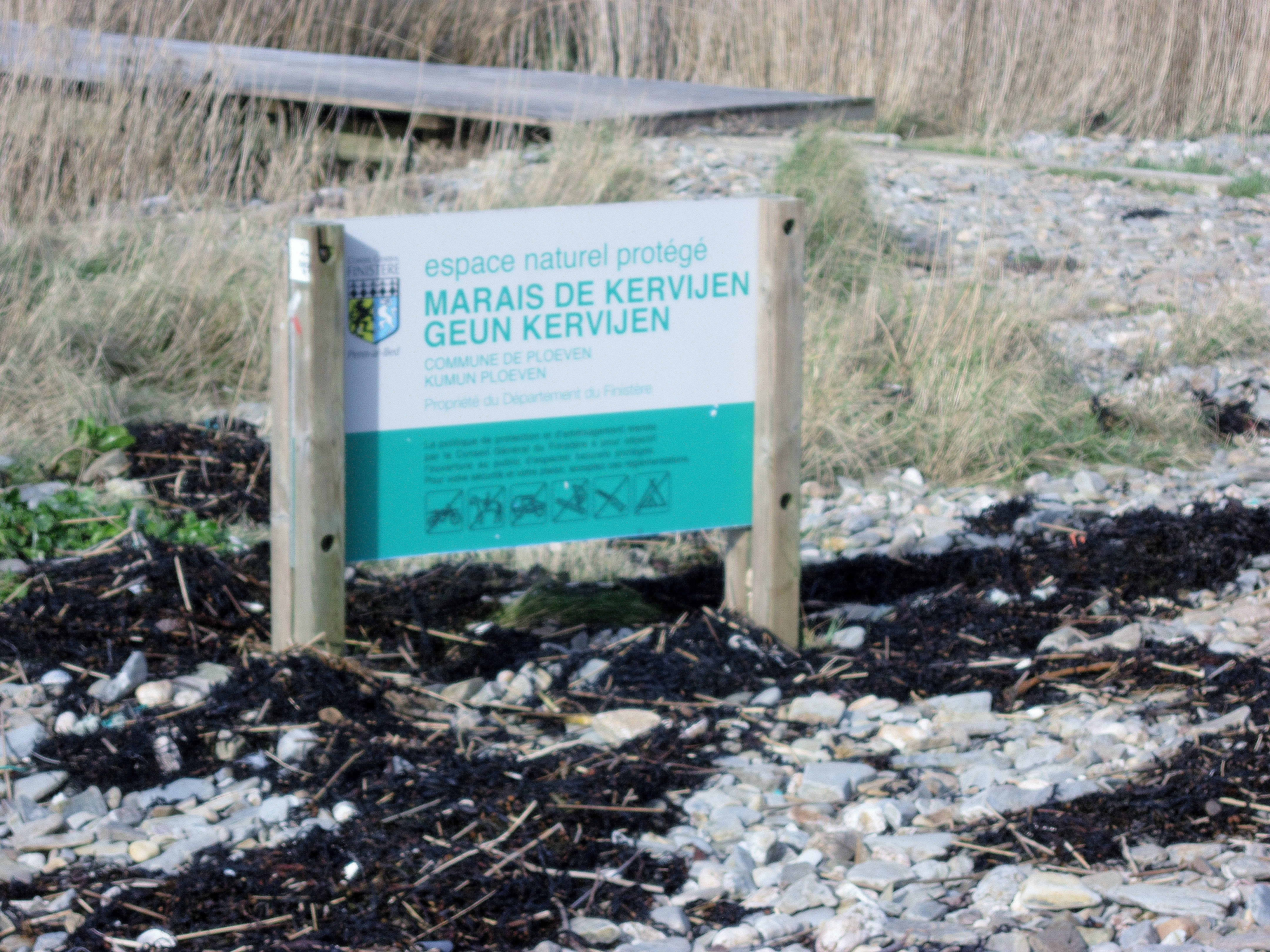
Ploéven : le marais de Kervijen, espace naturel protégé.
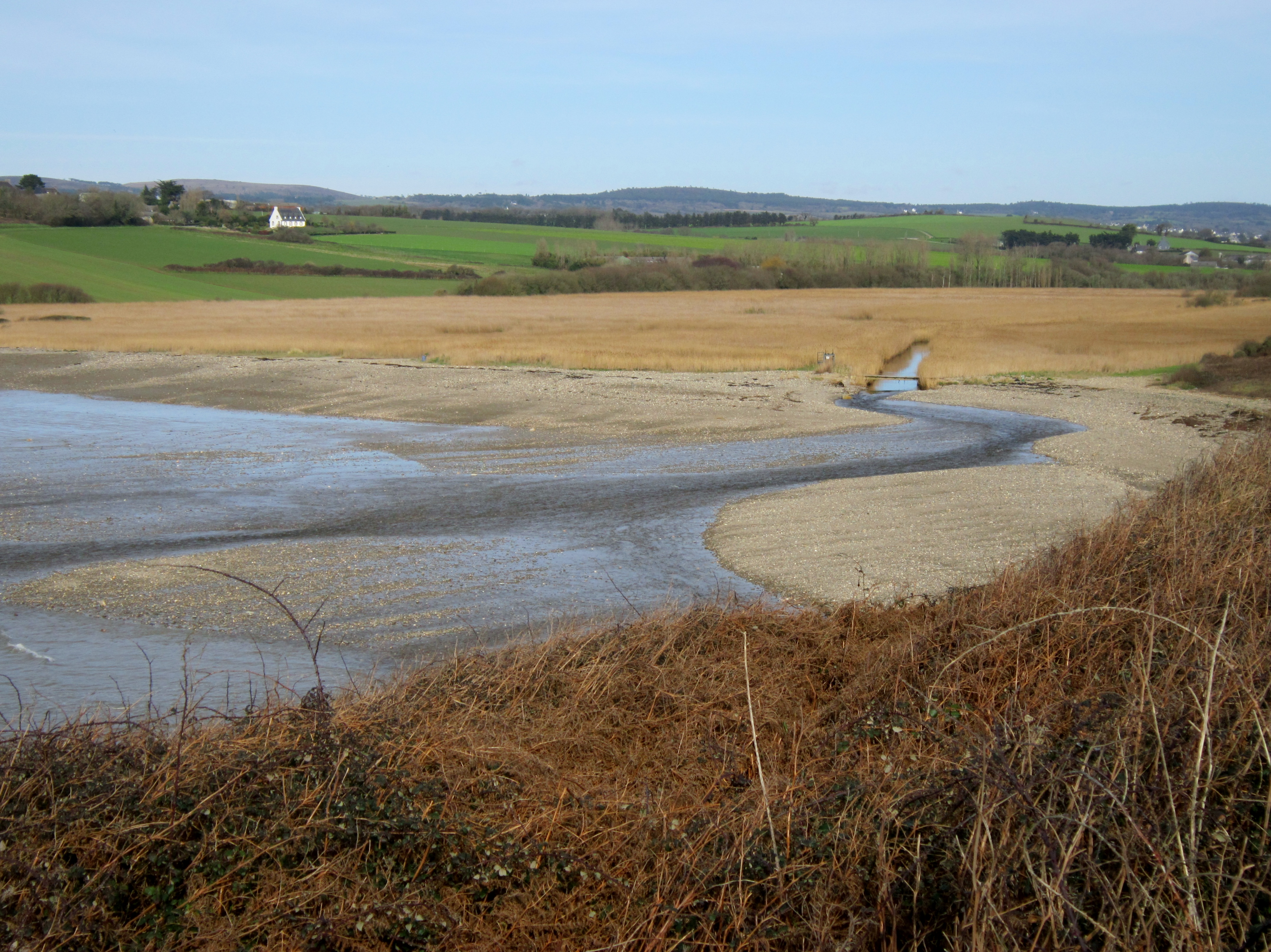
Ploéven : le marais de Kervijen.
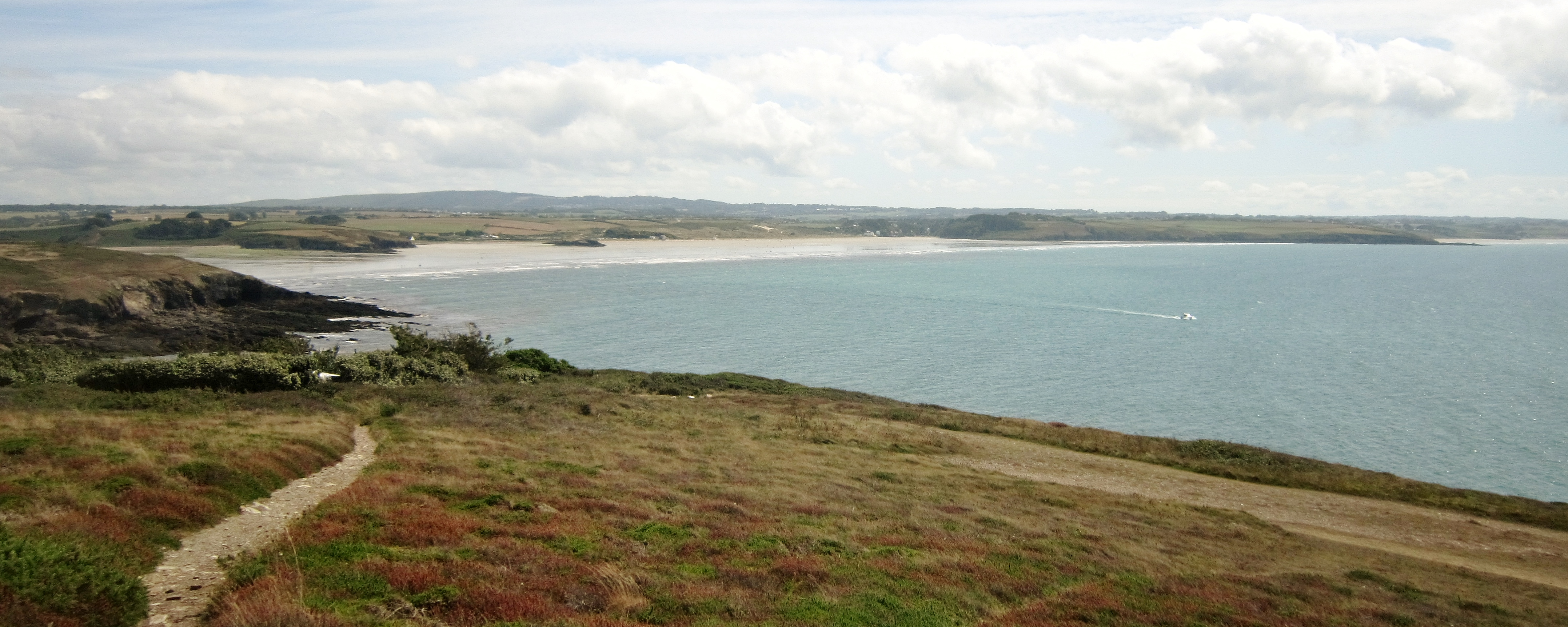
L'anse de Kervijen vue du nord et à l'arrière-plan la pointe du Marrouz.
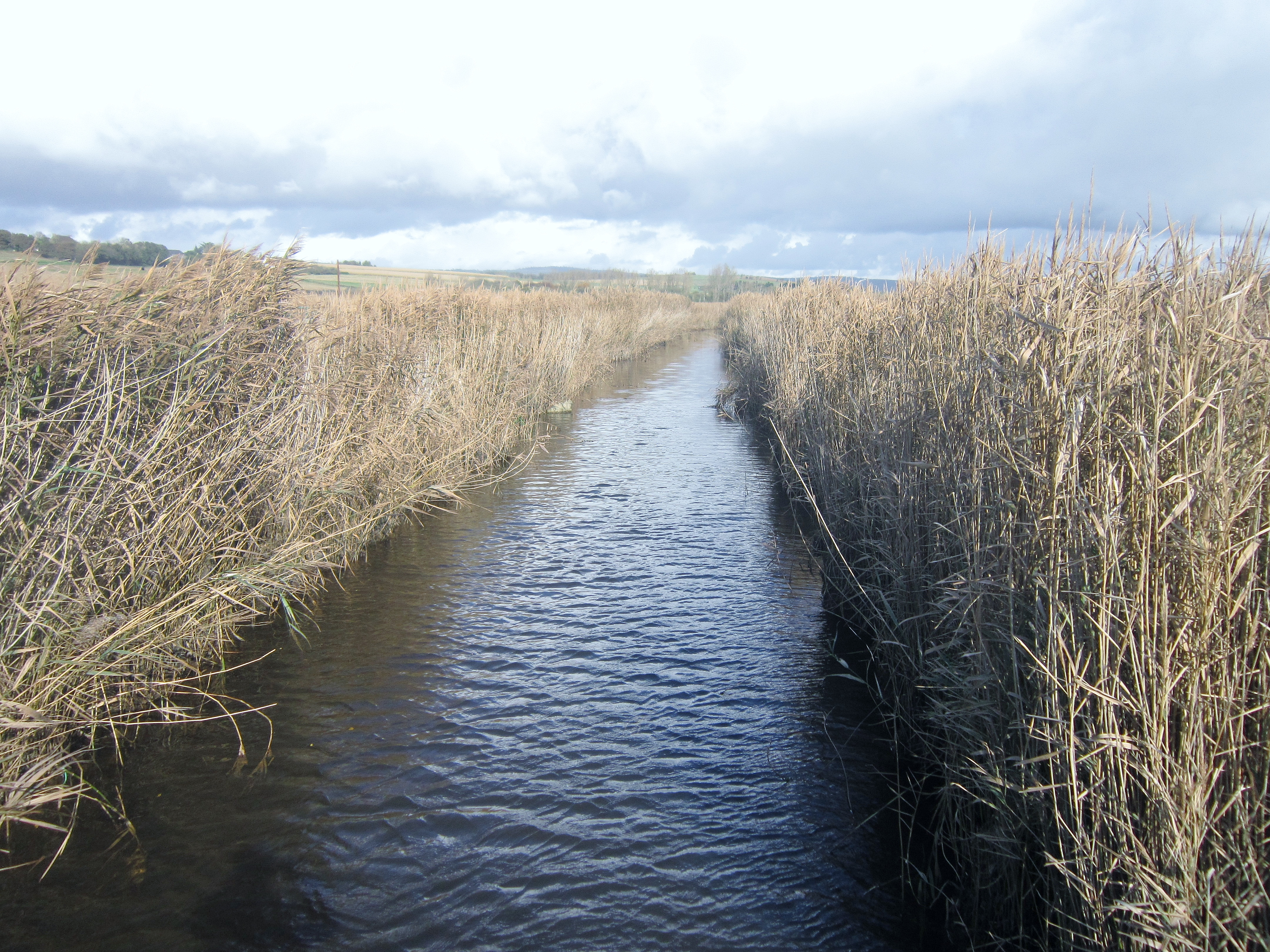
Le fleuve côtier Kerharo dans sa traversée des roselières du marais de Kervijen.
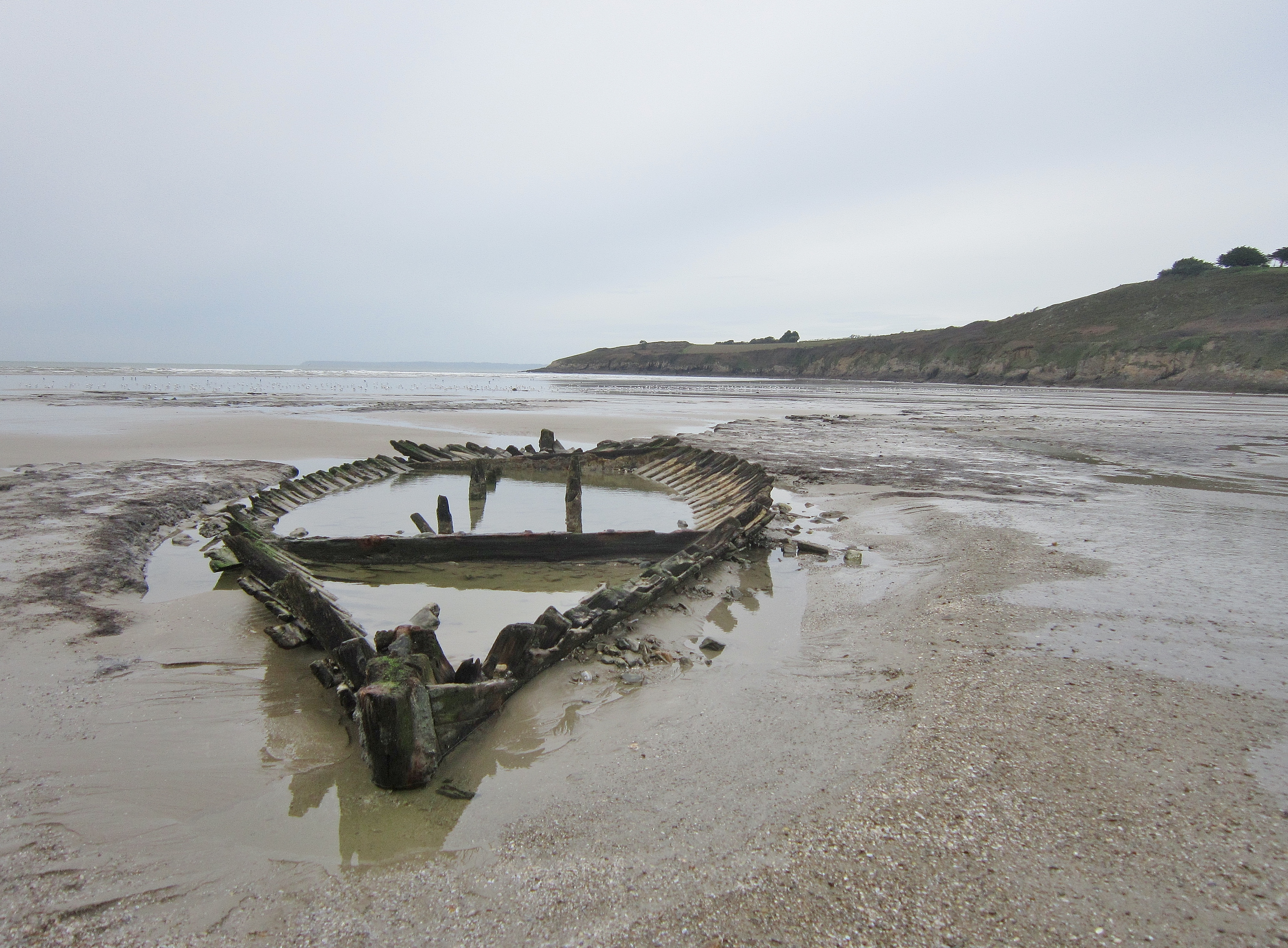
Plage de Kervijen : épave émergeant du sable à marée basse un jour d'amaigrissement de la plage.

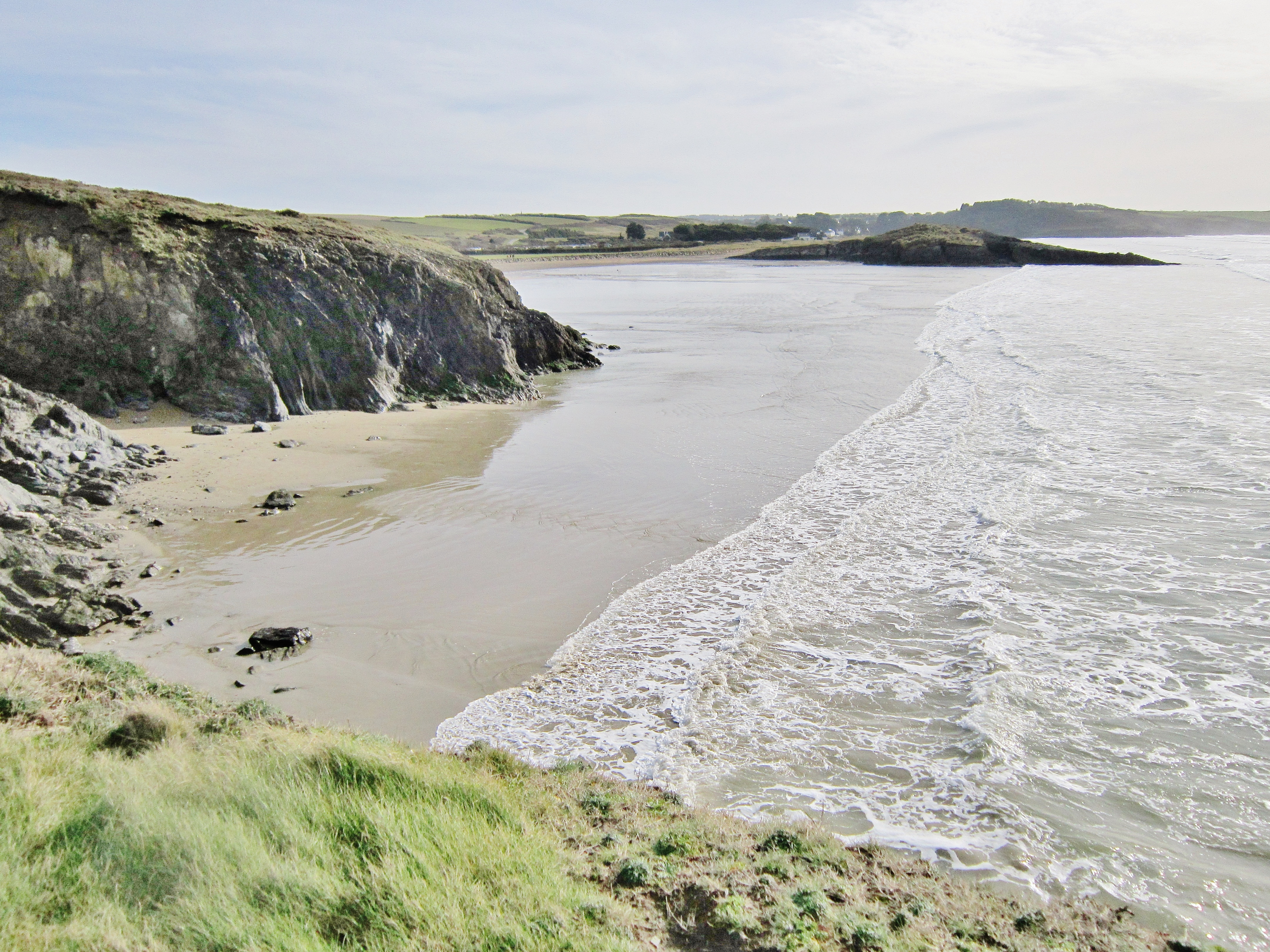
Ploéven : les falaises entre la pointe du Marrouz et la plage de Ty Anquer ; à l'arrière-plan l'île Salgren et la plage de Sainte-Anne-la-Palud (en Plonévez-Porzay).
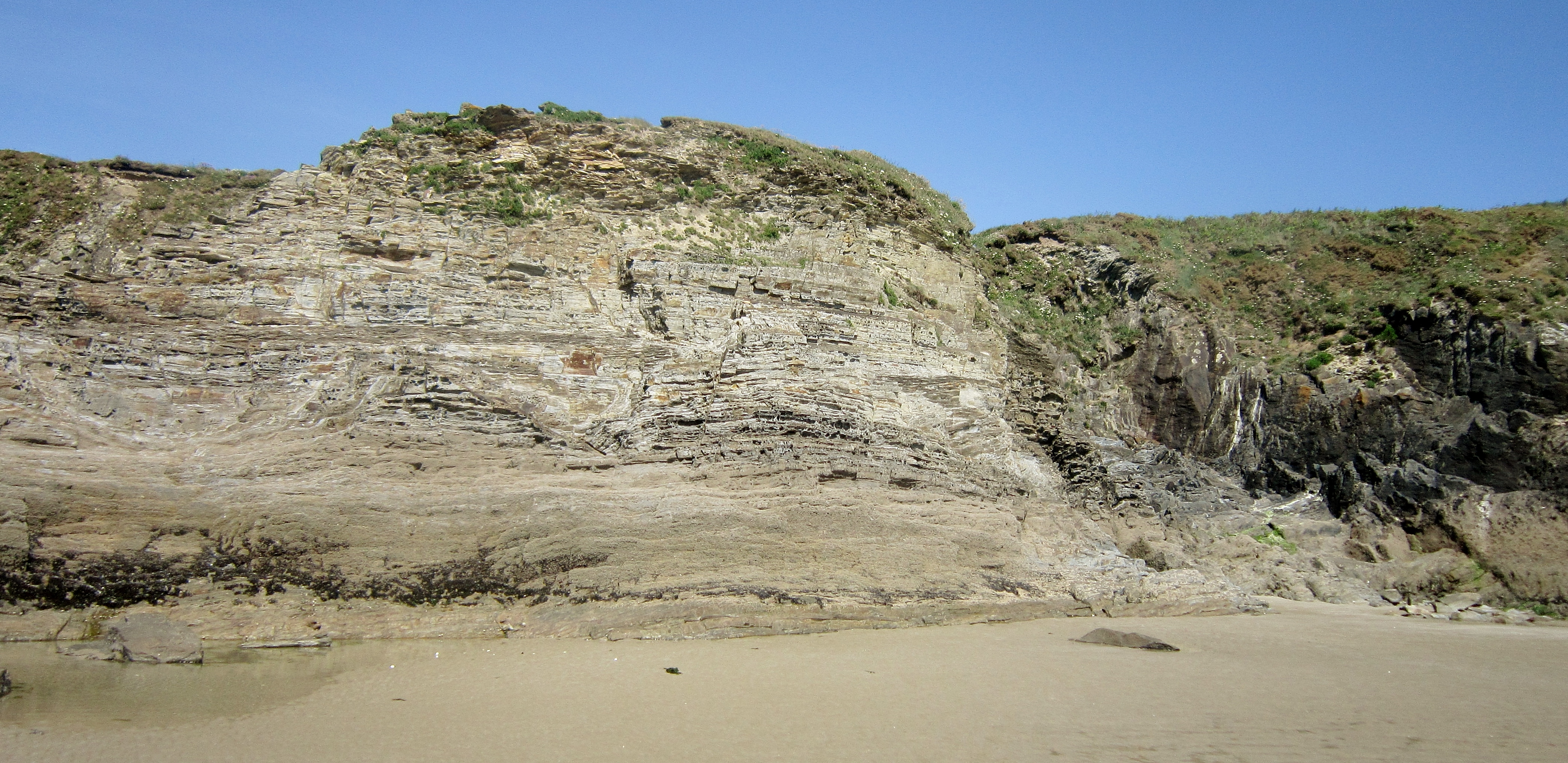
Les falaises au nord de la plage de Ty Anquer vues de la plage à marée basse.
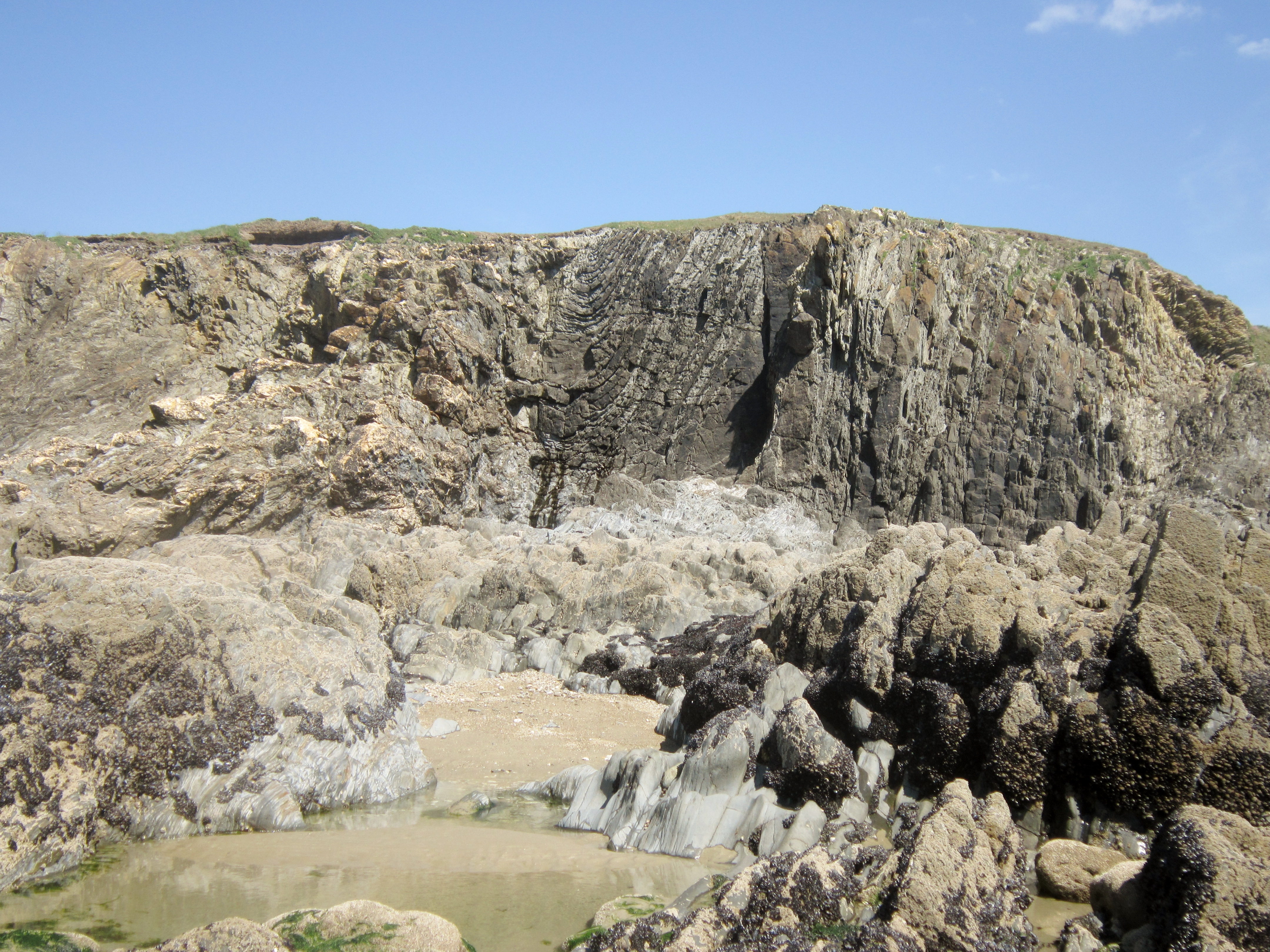
Les falaises au nord de la plage de Ty Anquer vues de la plage à marée basse 3 (synclinal et plis redressés à la verticale).
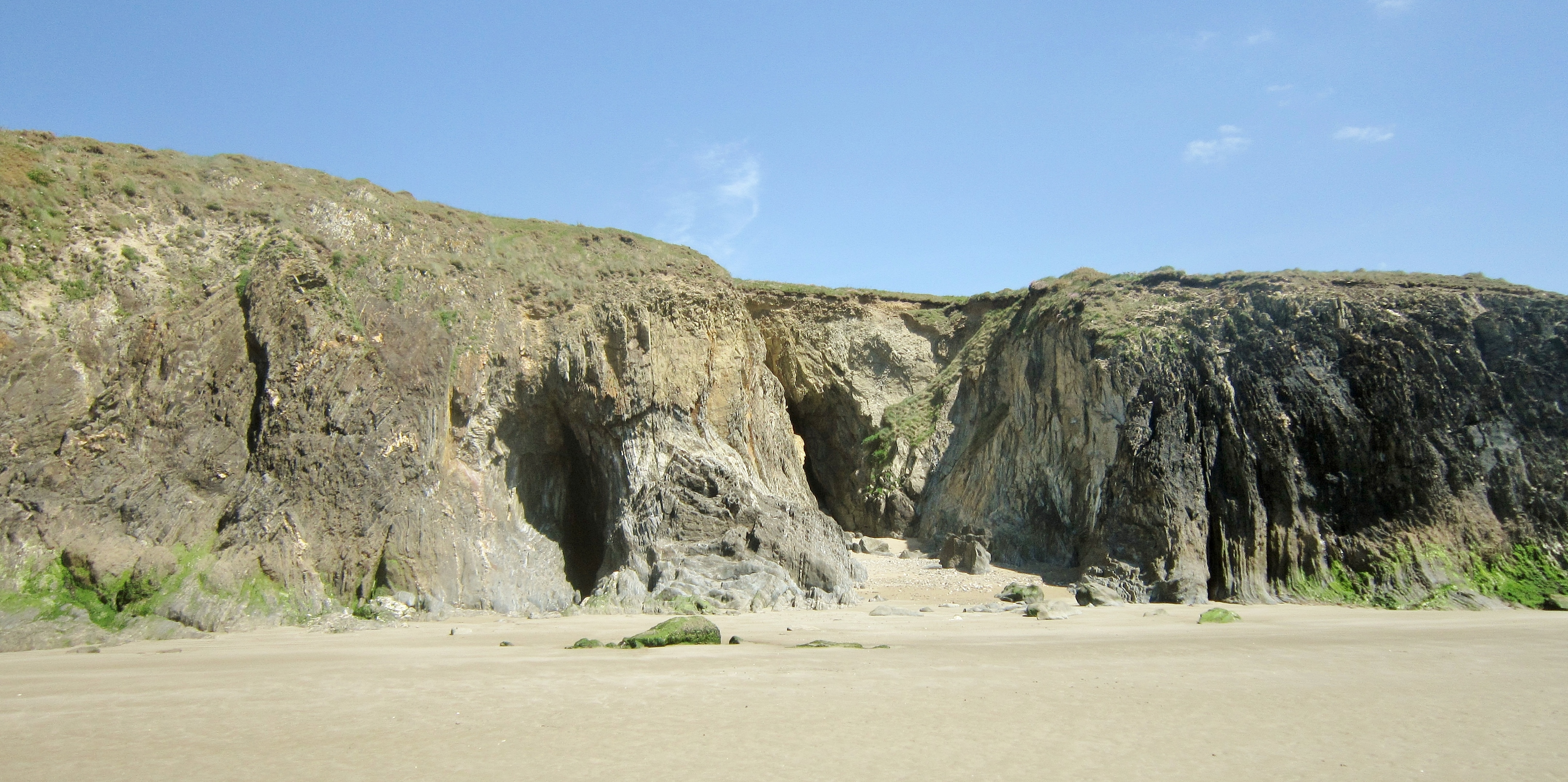
Les falaises et les grottes au nord de la plage de Ty Anquer vues de la plage à marée basse.
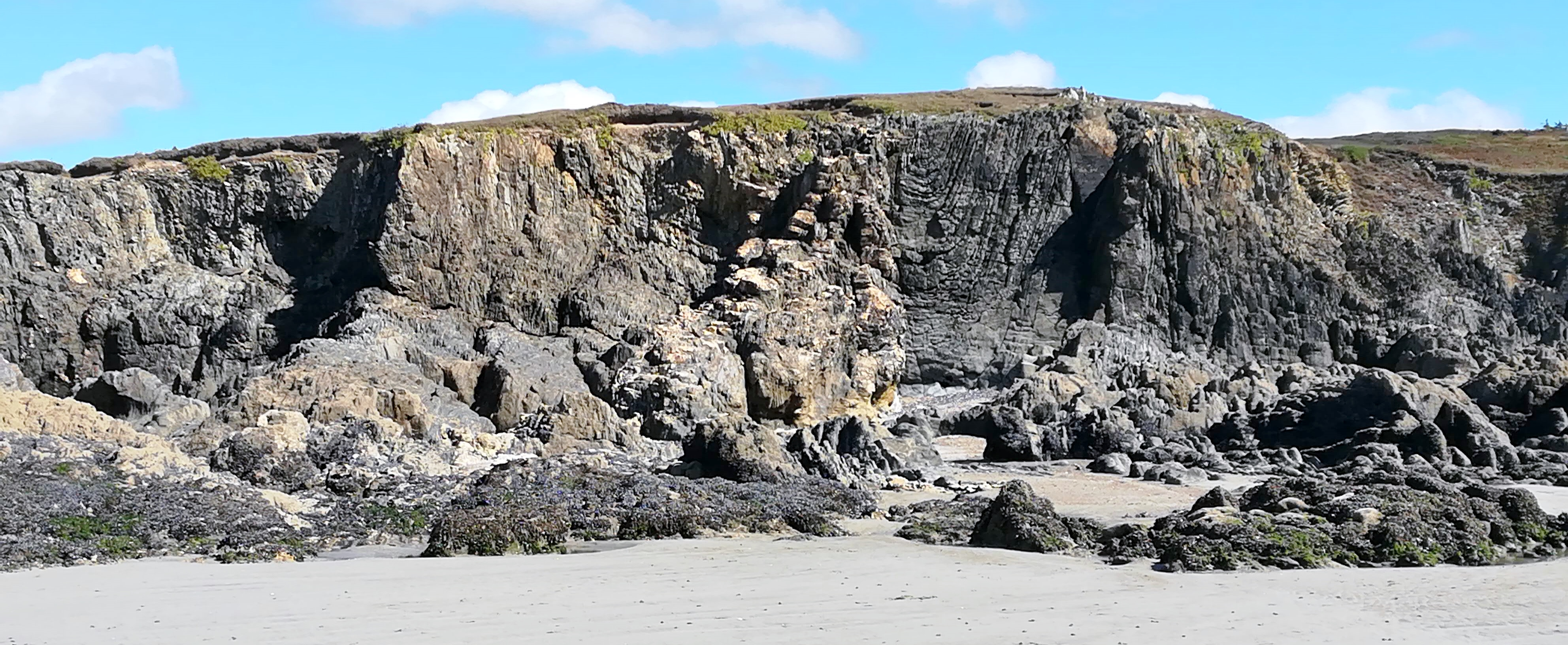
Falaise au nord de la plage de Ty Anquer (avec des plis nettement visibles).
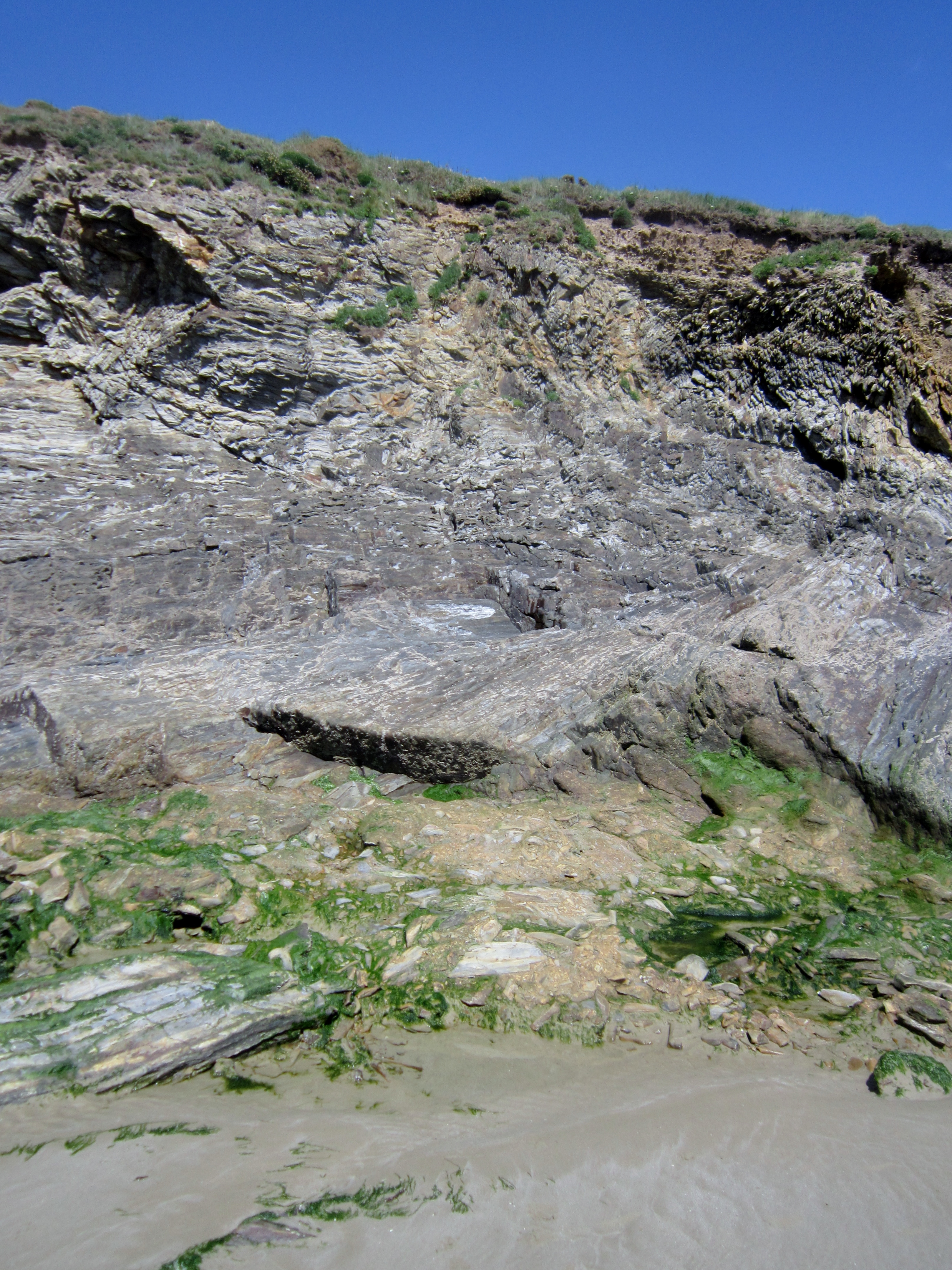
Brèches affleurant au pied des falaises sur la plage de Ty Anquer un jour d'amaigrissement de la plage.

### Lieux-dits et écarts
À l'est : Kerdern, Cosquer, Pen ar Hoat, Kerveldréach, Kerlaouéret, le Rest, Gorzit, Douarinou, Ty Harn, Barvédel, Kerhant, Kermanach, Coatmeur, Kerguilou, Ty Bleis, Kergréac'h, Goloper, la Garenne, Kervenou, Pont Menn, Keramporchet, Kerlaziou, Kernevez, Pen ar Chlun, Kergoulouarn, Pen ar Menez, le Varc'h, Moulin du Varc'h, Kerchouren (Créachouren).
À l'ouest : Kergonnec, Kerforc'h, Kerherven, Rozalen, Kermerien, Kergonan, Penhoat, Ty Anquer.

### Communes limitrophes
Les communes limitrophes sont : 
Plonévez-Porzay, Cast, Plomodiern.
Les communes proches :
Douarnenez, Kerlaz, Locronan, Saint-Nic.

### Climat
Pour des articles plus généraux, voir Climat de la Bretagne et Climat du Finistère.
En 2010, le climat de la commune est de type climat océanique franc, selon une étude du CNRS s'appuyant sur une série de données couvrant la période 1971-2000. En 2020, Météo-France publie une typologie des climats de la France métropolitaine dans laquelle la commune est exposée à un climat océanique et est dans une zone de transition entre les régions climatiques « Finistère nord  » et « Bretagne orientale et méridionale, Pays nantais, Vendée ». Parallèlement l'observatoire de l'environnement en Bretagne publie en 2020 un zonage climatique de la région Bretagne, s'appuyant sur des données de Météo-France de 2009. La commune est, selon ce zonage, dans la zone « Littoral », exposée à un climat venté, avec des étés frais mais doux en hiver et des pluies moyennes.  
Pour la période 1971-2000, la température annuelle moyenne est de 11,6 °C, avec  une amplitude thermique annuelle de 10,3 °C. Le cumul annuel moyen de précipitations est de 1 021 mm, avec 16,2 jours de précipitations en janvier et 7,7 jours en juillet. Pour la période 1991-2020, la température moyenne annuelle observée sur la station météorologique la plus proche, située sur la commune de Saint-Ségal à 15 km à vol d'oiseau, est de 11,8 °C et le cumul annuel moyen de précipitations est de 1 126,1 mm,. Pour l'avenir, les paramètres climatiques de la commune estimés pour 2050 selon différents scénarios d’émission de gaz à effet de serre sont consultables sur un site dédié publié par Météo-France en novembre 2022.

## Urbanisme

### Typologie
Au 1er janvier 2024, Ploéven est catégorisée commune rurale à habitat dispersé, selon la nouvelle grille communale de densité à 7 niveaux définie par l'Insee en 2022.
Elle est située hors unité urbaine. Par ailleurs la commune fait partie de l'aire d'attraction de Quimper, dont elle est une commune de la couronne,. Cette aire, qui regroupe 58 communes, est catégorisée dans les aires de 200 000 à moins de 700 000 habitants,.
La commune, bordée par la mer d'Iroise, est également une commune littorale au sens de la loi du 3 janvier 1986, dite loi littoral. Des dispositions spécifiques d’urbanisme s’y appliquent dès lors afin de préserver les espaces naturels, les sites, les paysages et l’équilibre écologique du littoral, tel le principe d'inconstructibilité, en dehors des espaces urbanisés, sur la bande littorale des 100 mètres, ou plus si le plan local d’urbanisme le prévoit.

### Occupation des sols

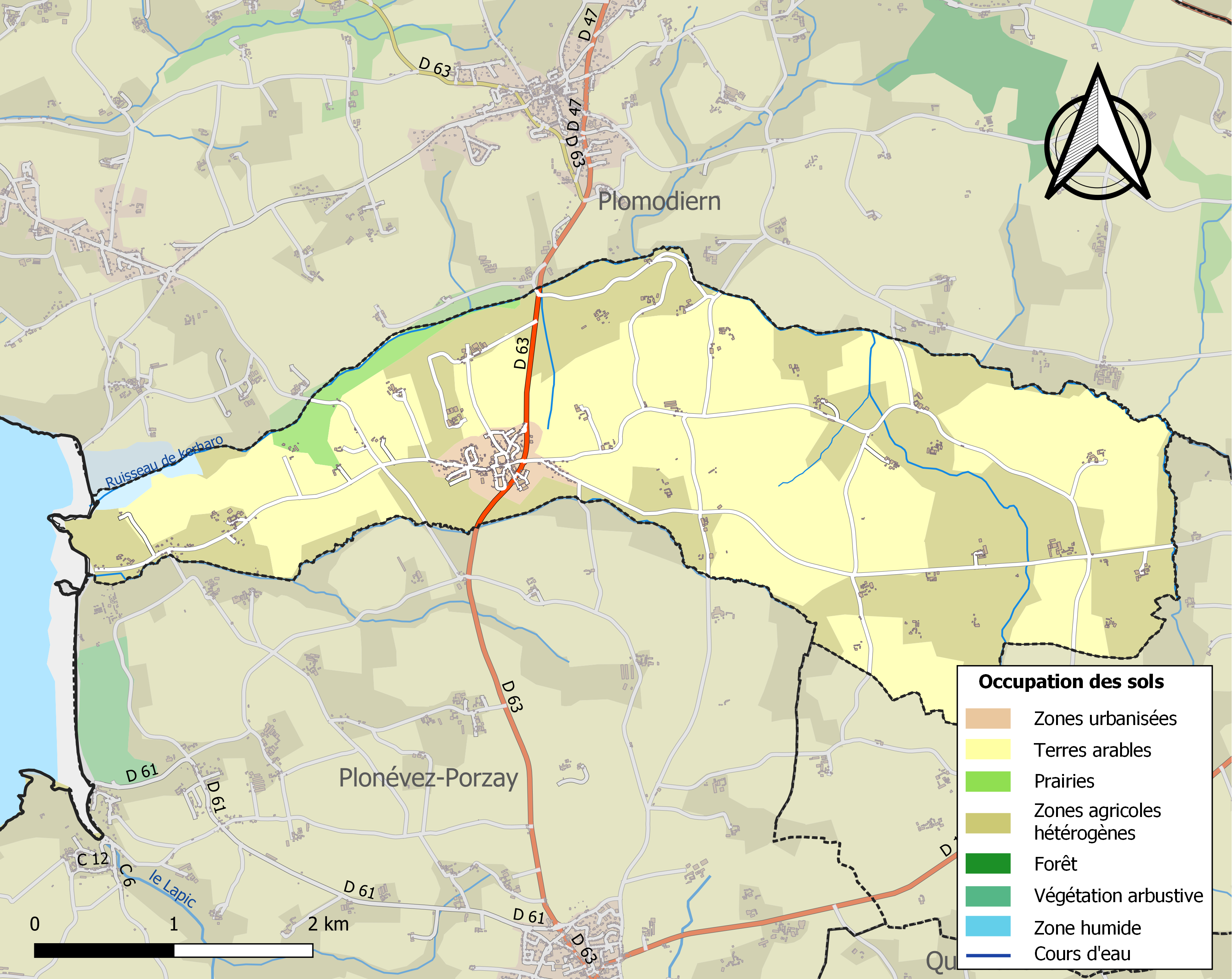
Carte des infrastructures et de l'occupation des sols de la commune en 2018 (CLC).

L'occupation des sols de la commune, telle qu'elle ressort de la base de données européenne d’occupation biophysique des sols Corine Land Cover (CLC), est marquée par l'importance des territoires agricoles (96,7 % en 2018), une proportion sensiblement équivalente à celle de 1990 (97,1 %). La répartition détaillée en 2018 est la suivante : 
terres arables (54,5 %), zones agricoles hétérogènes (40,2 %), zones urbanisées (2,6 %), prairies (2 %), zones humides côtières (0,7 %), espaces ouverts, sans ou avec peu de végétation (0,1 %).
L'IGN met par ailleurs à disposition un outil en ligne permettant de comparer l’évolution dans le temps de l’occupation des sols de la commune (ou de territoires à des échelles différentes). Plusieurs époques sont accessibles sous forme de cartes ou photos aériennes : la carte de Cassini (XVIIIe siècle), la carte d'état-major (1820-1866) et la période actuelle (1950 à aujourd'hui).

## Toponymie
Le nom de la localité est attesté sous les formes Ploemeuguen vers 1330, Plemeguen en 1368, Ploeguen en 1402, Ploemeguen en 1405 et 1468, Poeven en 1410 et 1411, Ploeguen-Porzay en 1535, Ploeveguin en 1574.
Ploéven vient du breton ploe (paroisse) et d’Even, qui serait un prêtre martyr du Ve siècle ; ce patron primitif de Ploéven se serait vu substituer par la suite saint Méen, probablement car il n'était plus connu.

## Histoire

### Origines
Ploéven (étymologiquement en breton ploue d'Even, « paroisse d'Even » en français) est une paroisse de l'Armorique primitive qui fut scindée, avant le VIIIe siècle, en plusieurs paroisses nouvelles dont Plonévez-Porzay (Plonévez signifiant ploue nouvelle en breton, paroisse nouvelle en français), Kerlaz, Locronan, Quéménéven, Cast et peut-être Saint-Coulitz. Mais saint Ouen, qui n'a historiquement rien à voir avec la Basse-Bretagne a peut-être été confondu avec saint Owein, qui fut roi du royaume de Rheged dans le nord de l'île de Bretagne (Grande-Bretagne actuelle).

### Préhistoire et Antiquité
Le tumulus de Kerlaouéret est situé à proximité de la chapelle Sainte-Barbe ; datant de l'âge du bronze, ce serait une sépulture de chef.
Des tombes à coffre (surnommées "tombes des korrigans") datant de l'âge du bronze ancien, d'une longueur de 1,20 m sur 0,70 m de large, émergent du sable en avant de l’île Salgren, côté Ty Anquer, par marée très basse (4 dalles verticales recouvertes d'une autre). Il s'agit de sépultures individuelles renfermant un corps en position recroquevillée.
La stèle protohistorique de Ploéven fut probablement utilisée à des fins de cérémonies funéraires ou cultuelles par les Celtes. Au XIXe siècle encore, lors des veillées au coin du feu, on racontait (à tort) que cette pierre aurait servi de gibet. Elle est aussi connue sous le nom de "quenouille de Sainte-Barbe".
Des pieux plantés dans la tourbe, distants d'une trentaine de centimètres, ont été identifiés dans le marais de Kervijen ; ce seraient des vestiges d'une ancienne pêcherie datant de l'époque romaine.

### Moyen Âge
Le fief de Kéménet [Quéménet] comprenait alors les paroisses de Saint-Nic, Plomodiern, Ploéven, Plounevez et une partie de Locronan, ainsi que Penhars.
La paroisse de Ploéven était représentée lors de la réformation de 1536 par Jean Le Gentil, seigneur de Barvédel (et aussi de Pontlez en Cast) ; Jean Le Dourguen, seigneur de Keredern ; Laurent Penhoat, seigneur des Salles et d'Anvorach ; le nommé Guengat, seigneur de Kerac'han ; le vicomte du Faou, seigneur de Kermanac'h ; Guillaume Tréanna, seigneur de Kermerrien. La famille Le Gentil, qui habitait le manoir de Barvédel, situé sur le bord de la route de Ploéven à Cast, est la plus connue des familles nobles de Ploéven (Hervé Le Gentil est cité en 1334 ; son petit-fils Jan Le Gentil participa aux campagnes de Bertrand Du Guesclin ; le manoir de Barvédel resta dans cette famille jusqu'en 1571, passant ensuite par héritages successifs aux mains de la famille Hirgarz (en raison du mariage de Jean Hirgarz avec Marguerite Le Gentil), puis de celle du Chastel : Alain du Chastel, chevalier, seigneur du Rusquec, de Pontlez, de Barvédel, etc., en fournit aveu au Roi le 6 avril 1715.

### Époque moderne
Un arrêt du Conseil du roi en date du 13 mars 1742, « portant règlement pour les Toiles à voiles qui se fabriquent à Lokornan, Poulan, Plonevez, Porzay, Mahalon, Melard, Plomodiern, Ploveren [Ploeven], Saint-Nie, Cast, Quemeneven, Guengat et autres lieux des environs en Bretagne » ordonne « que les dites Toiles feront marquées aux deux bouts des noms et demeures des fabriquans, ou de ceux qui font fabriquer» et « marquées comme deffus de la marque du bureau [des toiles] ». Vers le milieu du XVIIIe siècle on  dénombrait 150 métiers à tisser à Locronan, 55 à Plonevez-Porzay, 36 à Quéménéven, 30 à Cast, 24 à Guengat, 20 à Ploéven, etc..
La « maladie de Brest » (le typhus) gagna en février 1758 la presqu'île de Crozon et dans les premiers jours de mars se répandit dans la subdélégation du Faou. « Le 19 mars il a déjà envahi Ploumodiern, Ploéven, Plounévez-Porzay, Locronan, Saint-Nic, Dinéaud. Le chirurgien envoyé dans cette région compte déjà 73 morts et 100 malades à Plounévez-Porzay, 117 morts et 127 malades à Ploumodiern, 35 morts à Ploéven. Ploéven est une paroisse petite et pauvre, ajoute-t-il ; ce ne sont en grande partie que des journaliers ; il y a actuellement 40 malades, non compris les convalescents ».
En 1759, une ordonnance de Louis XV ordonne à la paroisse de Ploëvin [Ploéven] de fournir 10 hommes et de payer 65 livres pour « la dépense annuelle de la garde-côte de Bretagne ».
Jean-Baptiste Ogée décrit ainsi Ploéven en 1778 :

« Ploeven-Porzay ; à 5 lieues au nord-ouest de Quimper, son évêché ; à 42 lieues de Rennes ; et à 3 lieues et demie du Faou, sa subdélégation. Cette paroisse ressortit à Châteaulin et compte 750 communiants ; la cure est à l'alternative. Son territoire est borné au nord et à l'est par les montagnes de Meneham [ Menez-Hom ] et à l'ouest par la mer, à l'endroit où se trouve la lieue de grève [en fait plages de Lestrevet en Plomodiern et de Pentrez, en Saint-Nic, Jean-Baptiste Ogée fait une confusion], traversée par le grand chemin allant de Quimper à Brest. Une partie de ce terrein [terrain] est entièrement stérile, tant par les rochers que par les sables de la mer qui couvrent sa surface ; de manière qu'on en voit qu'une petite portion en rapport. »

### Révolution française
Par décret de l'Assemblée constituante en date du 12 août 1792 « Plomodiern, auquel seront réunies les paroisses de Ploëven et Saint-Nic, comme succursales avec leurs anciens territoires, sauf les parties qui en sont distraites pour être réunies à Châteaulin et Cast, réunissant au territoire actuel de la succursale de Ploëven tous les villages de Plomodiern situés à l'ouest du grand chemin de Locronan à Laubrac [Lanfrank probablement] jusqu'à la Lieue de Grève » forme une paroisse unique. Par ailleurs les villages nommés Donarinon, Kerdern et Les Cosques sont distraits de la paroisse de Ploeven pour être réunis à celle de Cast.

### LeXIXesiècle
A. Marteville et P. Varin, continuateurs d'Ogée, décrivent ainsi Ploeven en 1845 :

« Ploeven : commune formée de l'ancienne paroisse de ce nom, aujourd'hui succursale. (...) Principaux villages : Ty-Anquer, Kergonnec, Pennamenez, Kergréac'h,Pennarc'hoat, le Cosquer.Superficie totale : 1 301 hectares dont (...) terres labourables 461 ha, prés et pâturages 80 ha, bois 40 ha, vergers 4 ha, landes et incultes 650 ha (...). Moulins : 3. Outre l'église paroissiale, cette commune a deux chapelles desservies : ce sont Saint-Nicodème et Sainte-Barbe. Ploeven, nous dit M. de Blois, est formé des deux mots ploe (paroisse) et Even, nom d'un comte de Léon qui posséda, ainsi que ses successeurs, le pays de Portzai (jadis Portzold), dans lequel cette paroisse est située. (...) La route de Quimper à Lanvéoc traverse cette commune du sud-est au nord-ouest. On parle le breton. »

En 1852, J.-M.-P.-A. Limon indique que les habitants de Ploéven coupent tous les ans, conformément aux décisions du conseil municipal les « herbes marines » (goémon).
Le 15 novembre 1856 le journal La Presse écrit que la dysenterie s'est déclarée, il y a environ quinze jours, dans les communes de Quéménéven, Cast, Dinéault et Ploéven. « Il y a eu malheureusement déjà une quarantaine de décès; et soixante-dix ou quatre-vingts personnes sont encore malades ».
Benjamin Girard décrit ainsi Ploéven en 1889 : 

« La petite commune de [Ploéven] est enclavée entre celles de Plomodiern et Plonévez-Porzay ; la route départementale n°1 [actuelle D 63] la traverse ; elle ne possède pas encore d'école et est réunie à Plomodiern pour l'enseignement. Le bourg, sans importance, a 89 habitants. »

### LeXXesiècle

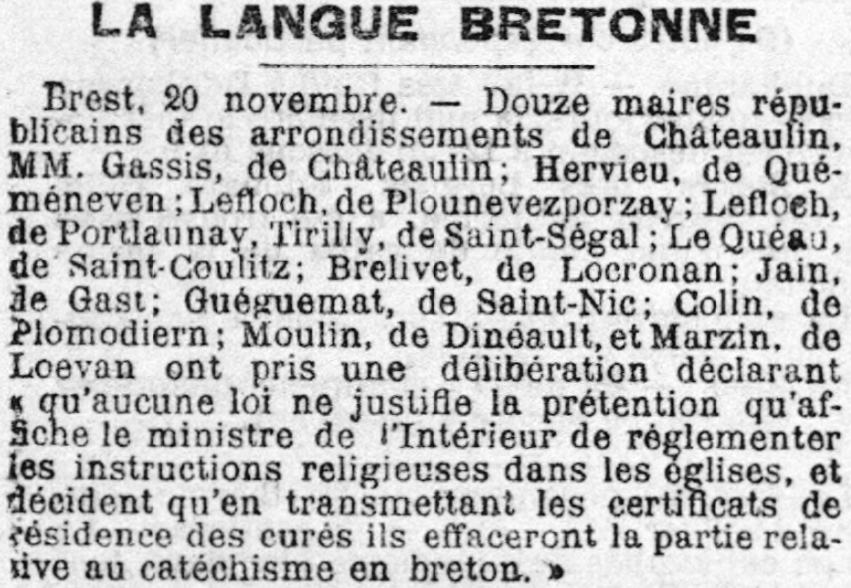
Protestation de 12 maires de l'arrondissement de Châteaulin (dont le maire de Ploéven) qui déclarent refuser d'indiquer sur les certificats de résidence des curés s'ils utilisent la langue bretonne lors de l'instruction religieuse (catéchisme, sermons).

#### La Belle Époque
L'hebdomadaire La Calotte, connu pour ses opinions anticléricales, écrit en 1900 que les paysans de Ploéven « offrent des poulets et des crins qui, vendus au pied de la croix (toujours !) rapportent de 500 à 1 000 francs au curé. (...) De ces volailles, de ces grains, de ces crins de cheval, de ces queues de vache, le clergé garde le nécessaire pour les besoins du presbytère. Le surplus est vendu soit aux enchères publiques, soit directement aux marchands de gros ».
Le 23 septembre 1912, Maurice Bienaimé, parti de la région parisienne à bord de son ballon dirigeable, qui participait au Grand Prix de l'Aéro-Club de France, dût atterrir au bord de la Baie de Douarnenez en Ploéven, se trouvant face à la mer ; ayant parcouru 490 kilomètres, il termina quatrième de cette compétition.

#### La Première Guerre mondiale

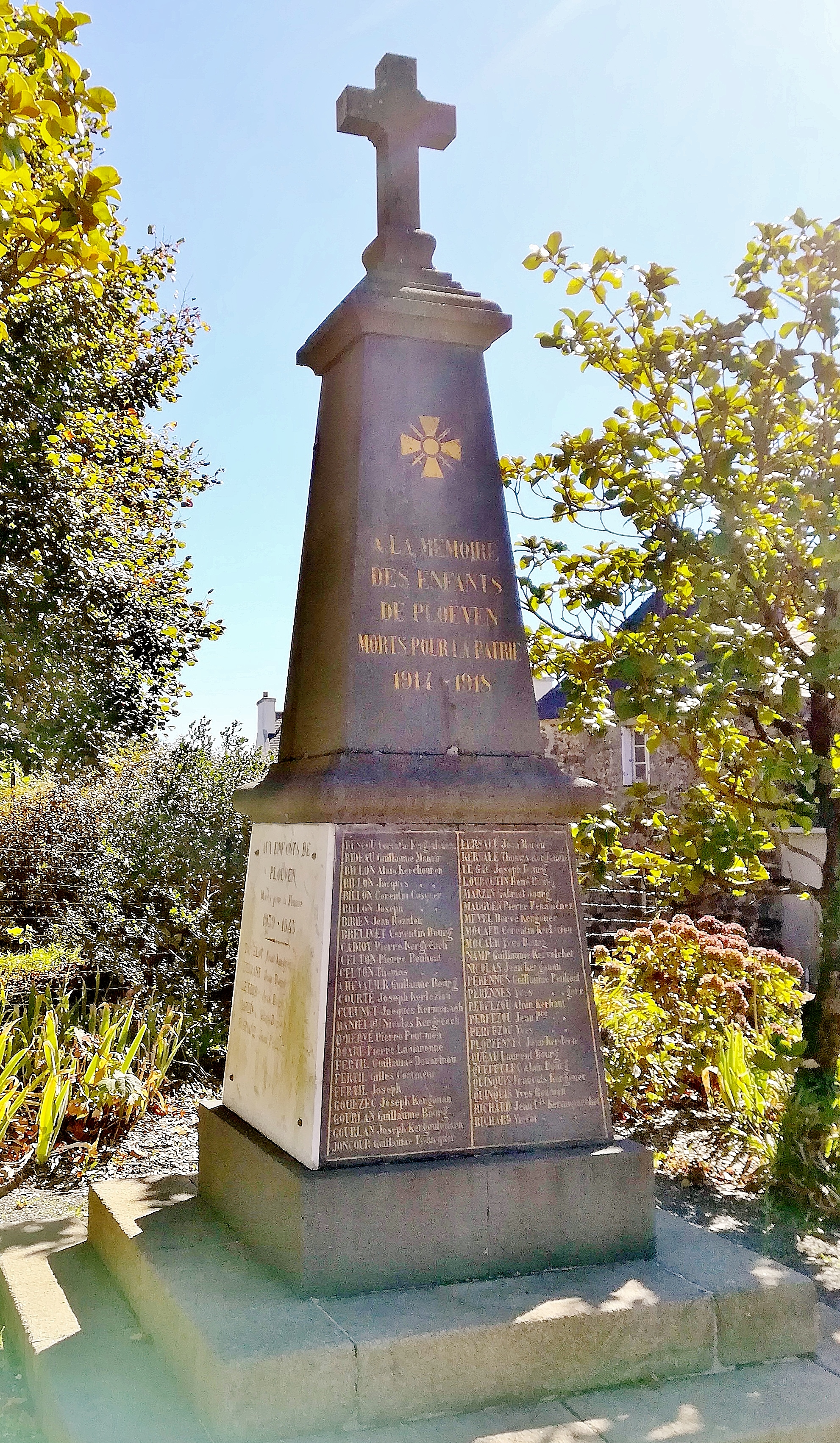
Ploéven : le monument aux morts.

Le monument aux morts de Ploéven porte les noms de 47 soldats et marins morts pour la France pendant la Première Guerre mondiale; parmi eux 3 au moins sont morts sur le front belge (Jacques Curunet et Corentin Fertil dès le 22 août 1914 à Maissin et Hervé Mahé le 1er novembre 1914 à Zonnebeke) et 1 au moins (Joseph Gouezec le 14 novembre 1916) en Serbie ; deux sont morts alors qu'ils étaient prisonniers en Allemagne (Alain Perfezou en 1916 et Jean Kersalé, décédé le 19 novembre 1918, donc après l'armistice) ; la plupart des autres sont morts sur le sol français.

#### L'Entre-deux-guerres
En 1922 le conseil départemental d'hygiène donne un avis favorable à la translation du cimetière, situé jusque-là autour de l'église, à son emplacement actuel au sud-est du bourg.
Le tronçon à voie métrique allant de Châteaulin à Crozon de la ligne ferroviaire de Carhaix à Camaret-sur-Mer ouvre le 12 août 1923 ; des gares ou haltes ferroviaires existaient à Kerhillec, Plomodiern-Ploéven, Saint-Nic, Argol, Telgruc, Tal-ar-Groas et Crozon-Morgat ; la ligne est prolongée en 1925 jusqu'à Camaret ; elle ferma le 10 avril 1967.
Madame Pierre Le Carré, décédée en juillet 1924, avait eu 18 enfants.
Un décret daté du 28 mars 1925 attribue à la commune de Ploéven, « à défaut de bureau de bienfaisance, les biens ayant appartenu à la fabrique de l'église de Ploéven, et actuellement placés sous séquestre ». Un décret daté du 26 janvier 1926 crée à Ploéven un bureau de bienfaisance.
Le pont sur le ruisseau de Kerharo, sur l'actuelle route départementale no 34, entre Ploéven et Plomodiern, fut emporté par une crue en décembre 1929, rendant les communications pratiquement impossibles entre les deux communes jusqu'à sa reconstruction.
L'abbé Le Beux, recteur de Pluguffan, décrit ainsi Ploéven vers 1936 : « Son territoire forme un plateau légèrement incliné vers la mer. Il est très fertile, excellent pour la production du froment, de l'avoine, des légumes, de la pomme de terre, etc.., mais d'une terre trop lourde pour donner du seigle, de l'orge, du sarrasin. Comme engrais, les cultivateurs y emploient, en plus du fumier ordinaire de leurs fermes, le goémon, le sable de la grève de Kerigilan [Kervijen] et des engrais chimiques. De grands arbres, chênes, châtaigniers, ormes, poussent sur les talus élevés et protègent ainsi les nombreux vergers qui fournissent à la population un excellent cidre. (...) La population de Ploéven portait le costume glazik. Depuis la Grande Guerre, hélas ! le velours a pris la place des broderies en fils de soie de quatre couleurs, et les hommes ont délaissé le chupen pour porter un patelot quelconque (...) ».

#### La Seconde Guerre mondiale
Le monument aux morts de Ploéven porte les noms de cinq personnes mortes pour la France pendant la Deuxième Guerre mondiale ; parmi elles Jean Ferrant, quartier-maître fusilier à bord du contre-torpilleur Chacal, coulé par les Allemands le 24 mai 1940 au large du Cap d'Alprech.

## Démographie
L'évolution du nombre d'habitants est connue à travers les recensements de la population effectués dans la commune depuis 1793. Pour les communes de moins de 10 000 habitants, une enquête de recensement portant sur toute la population est réalisée tous les cinq ans, les populations de référence des années intermédiaires étant quant à elles estimées par interpolation ou extrapolation. Pour la commune, le premier recensement exhaustif entrant dans le cadre du nouveau dispositif a été réalisé en 2007.
En 2022, la commune comptait 534 habitants, en évolution de +2,3 % par rapport à 2016 (Finistère : +2,16 %, France hors Mayotte : +2,11 %).
| 1793 | 1800 | 1806 | 1821 | 1831 | 1836 | 1841 | 1846 | 1851 |
| ---- | ---- | ---- | ---- | ---- | ---- | ---- | ---- | ---- |
| 446  | 369  | 544  | 668  | 583  | 652  | 654  | 687  | 702  |

| 1856 | 1861 | 1866 | 1872 | 1876 | 1881 | 1886 | 1891 | 1896 |
| ---- | ---- | ---- | ---- | ---- | ---- | ---- | ---- | ---- |
| 700  | 680  | 690  | 636  | 647  | 684  | 716  | 749  | 733  |

| 1901 | 1906 | 1911 | 1921 | 1926 | 1931 | 1936 | 1946 | 1954 |
| ---- | ---- | ---- | ---- | ---- | ---- | ---- | ---- | ---- |
| 772  | 784  | 786  | 708  | 666  | 612  | 606  | 583  | 480  |

| 1962 | 1968 | 1975 | 1982 | 1990 | 1999 | 2006 | 2007 | 2012 |
| ---- | ---- | ---- | ---- | ---- | ---- | ---- | ---- | ---- |
| 515  | 445  | 423  | 438  | 450  | 436  | 474  | 480  | 514  |

| 2017 | 2022 | - | - | - | - | - | - | - |
| ---- | ---- | - | - | - | - | - | - | - |
| 518  | 534  | - | - | - | - | - | - | - |

## Patrimoine
Ploéven offre un patrimoine, d'une variété et d'une richesse peu commune, avec des vestiges préhistoriques et gallo-romains, une stèle de l'Âge de Fer, deux zones fortifiées médiévales, des édifices religieux, un habitat rural traditionnel et des maisons typiques.
Son patrimoine naturel présente un heureux mariage entre la mer et la campagne. La possession d'un habitat de qualité associée à des opérations de valorisation ont permis à Ploéven d'obtenir, en 1992, le label Commune du patrimoine rural de Bretagne.
Pour garantir cet héritage du passé, la commune vient de mettre en place une zone de protection du patrimoine architectural urbain et paysagers (ZPPAUP). Indépendamment des monuments, les Circuits du Patrimoine Rural permettent de découvrir un habitat du domaine privé particulièrement intéressant.

### Patrimoine religieux

#### Église paroissiale Saint-Méen

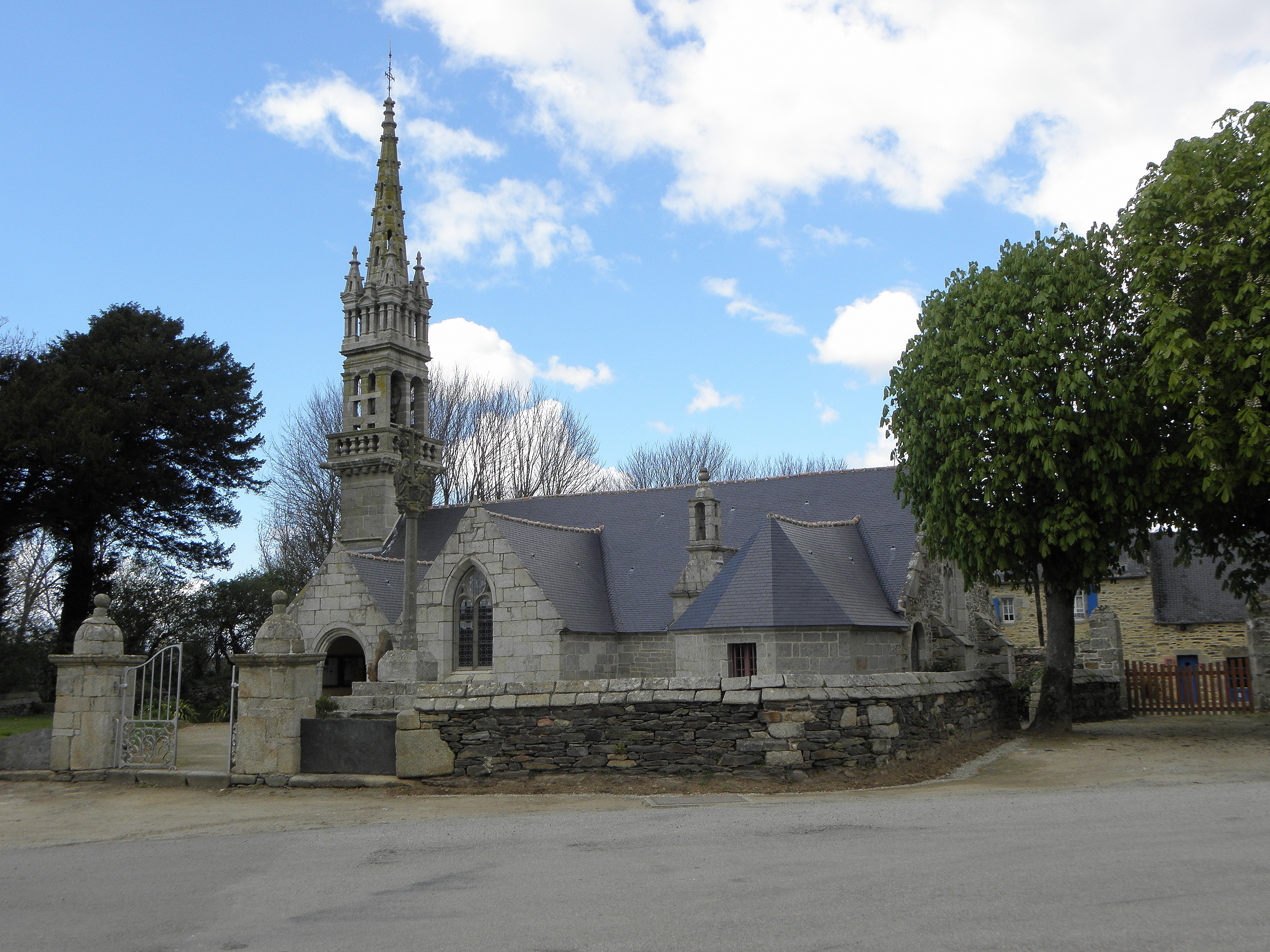
L'église paroissiale Saint-Méen : vue extérieure d'ensemble.

Dédiée à saint Méen, cette construction basse, irrégulière, en granit et schiste, date en grande partie du XVIe siècle (un des piliers de la nef porte la date de 1574). Elle a été restaurée en 1634 et sa tour-clocher, de conception classique en Cornouaille, foudroyée en 1735, fut reconstruite en 1737 et à nouveau en 1893.
Sous l'Ancien Régime, les prééminences de fondateurs de l'église paroissiale appartenaient aux seigneurs de Barvédel, de la famille Le Gentil.
De plan rectangulaire, elle possède une nef de quatre travées, avec bas-côtés, séparées par des colonnes rondes et octogonales sans chapiteau. S'ajoutent, en façade sud, une sacristie (1680), une chapelle latérale et un porche d'entrée qui s'ouvre par une arcade en plein cintre, supportée par deux colonnettes engagées.
La voûte lambrissée du porche est agrémentée de peintures de 1660 représentant les quatre Docteurs de l'Église : saint Ambroise, saint Augustin, saint Grégoire et saint Jérôme (peintures classées). La voûte lambrissée du chœur est recouverte d'une peinture du XVIIe siècle représentant en huit panneaux la Passion du Christ : Notre-Seigneur devant Pilate, Couronnement d'épines, Flagellation, Montée au Calvaire, Crucifixion, Descente de Croix, Mise au tombeau, Résurrection de Jésus. Le lambris de la nef est orné d'un semis de têtes d'anges, soleils de Louis XIV, étoiles et fleurs de lys.

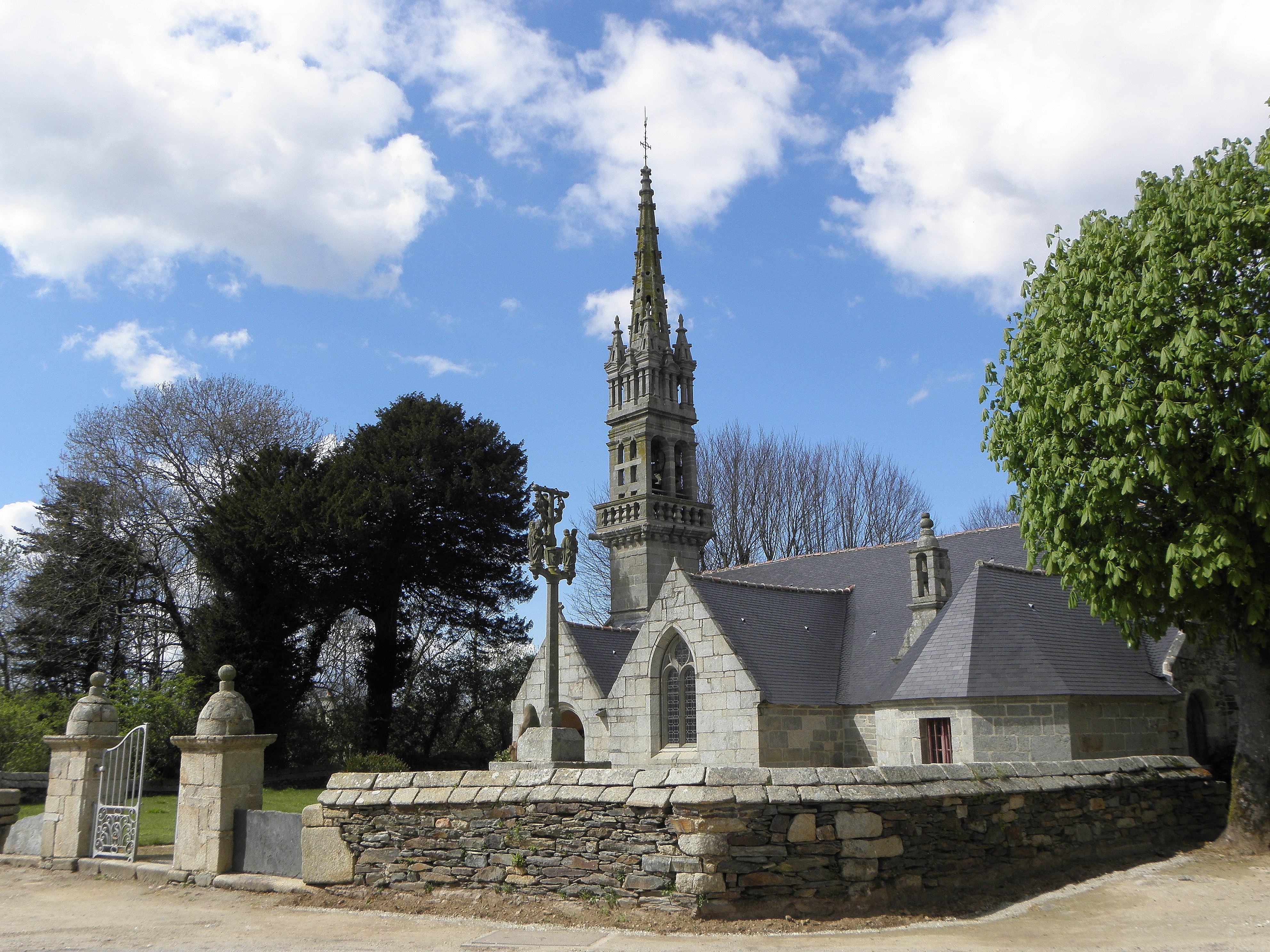
L'église paroissiale Saint-Méen et le calvaire.
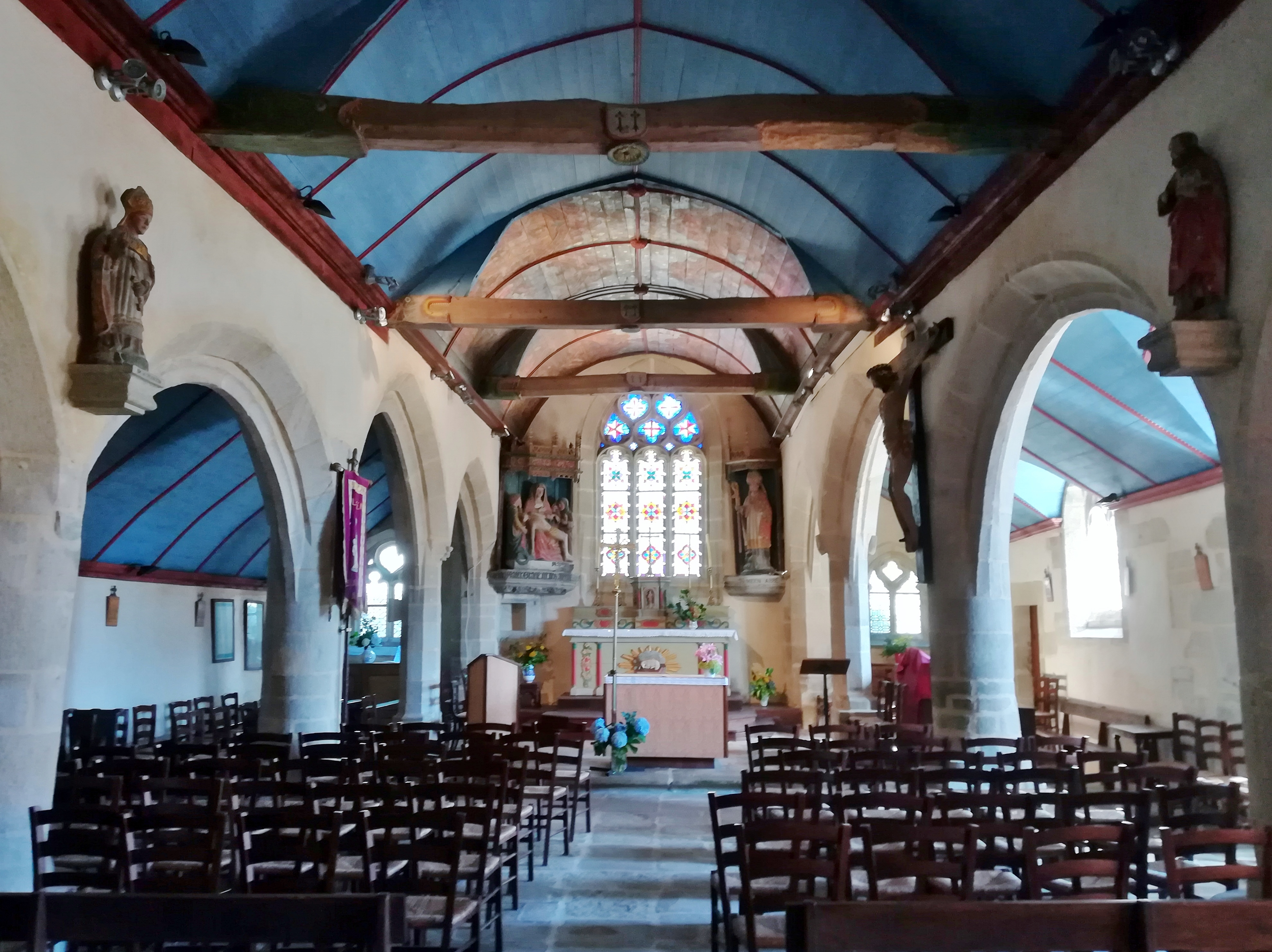
L'église paroissiale Saint-Méen : vue intérieure d'ensemble.
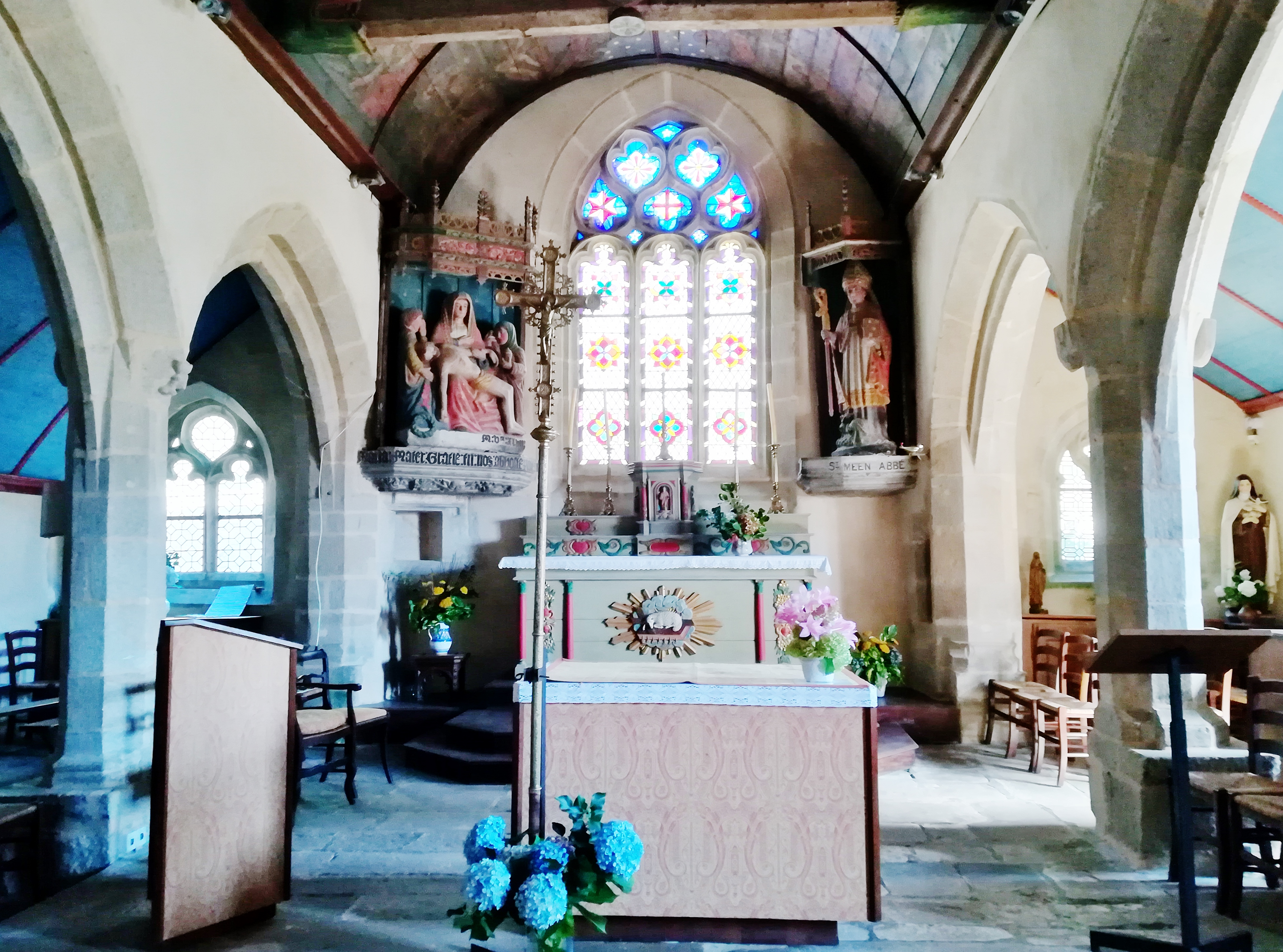
L'église paroissiale Saint-Méen : le chœur.

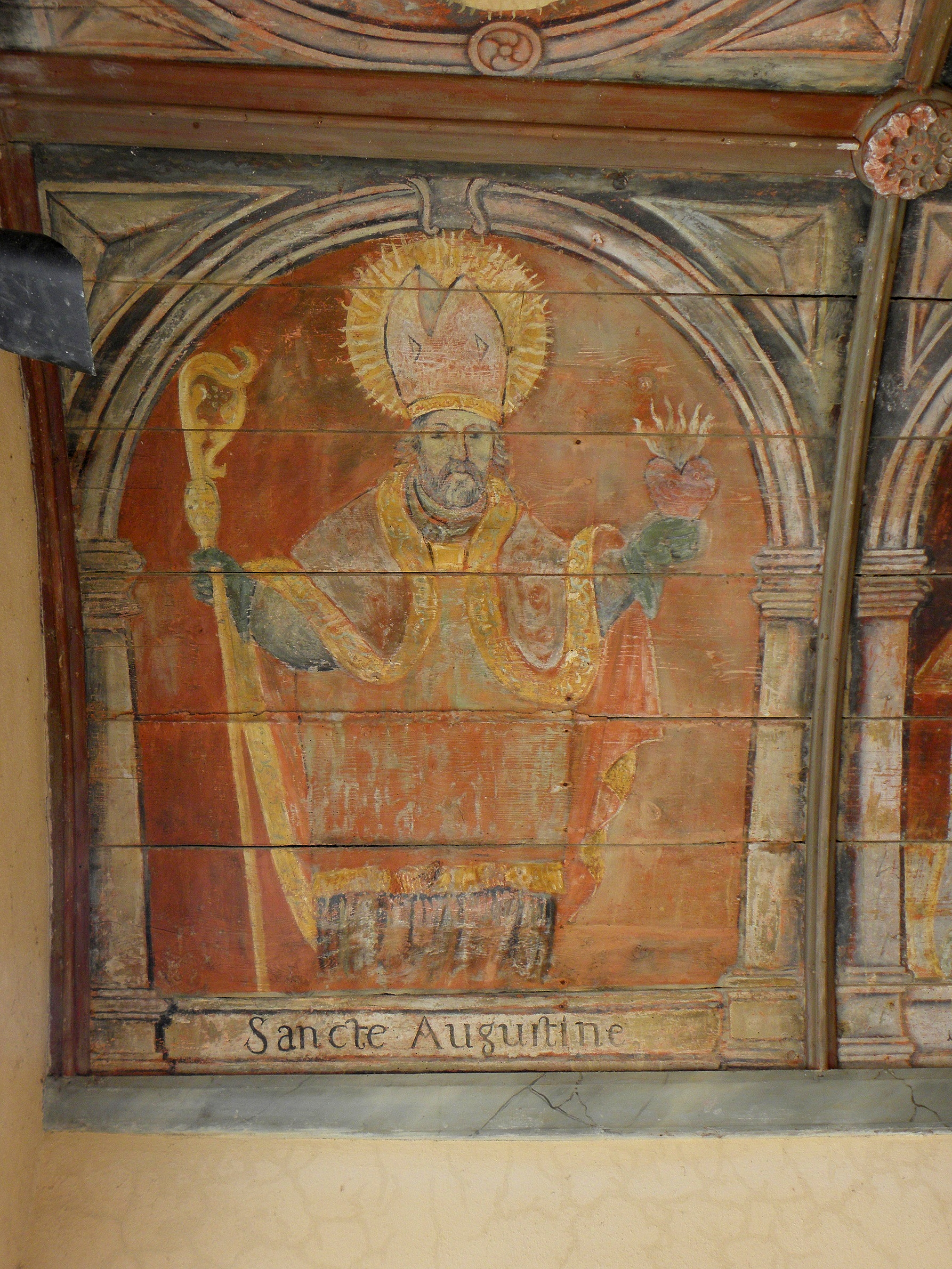
Peintures du porche méridional : saint Augustin.
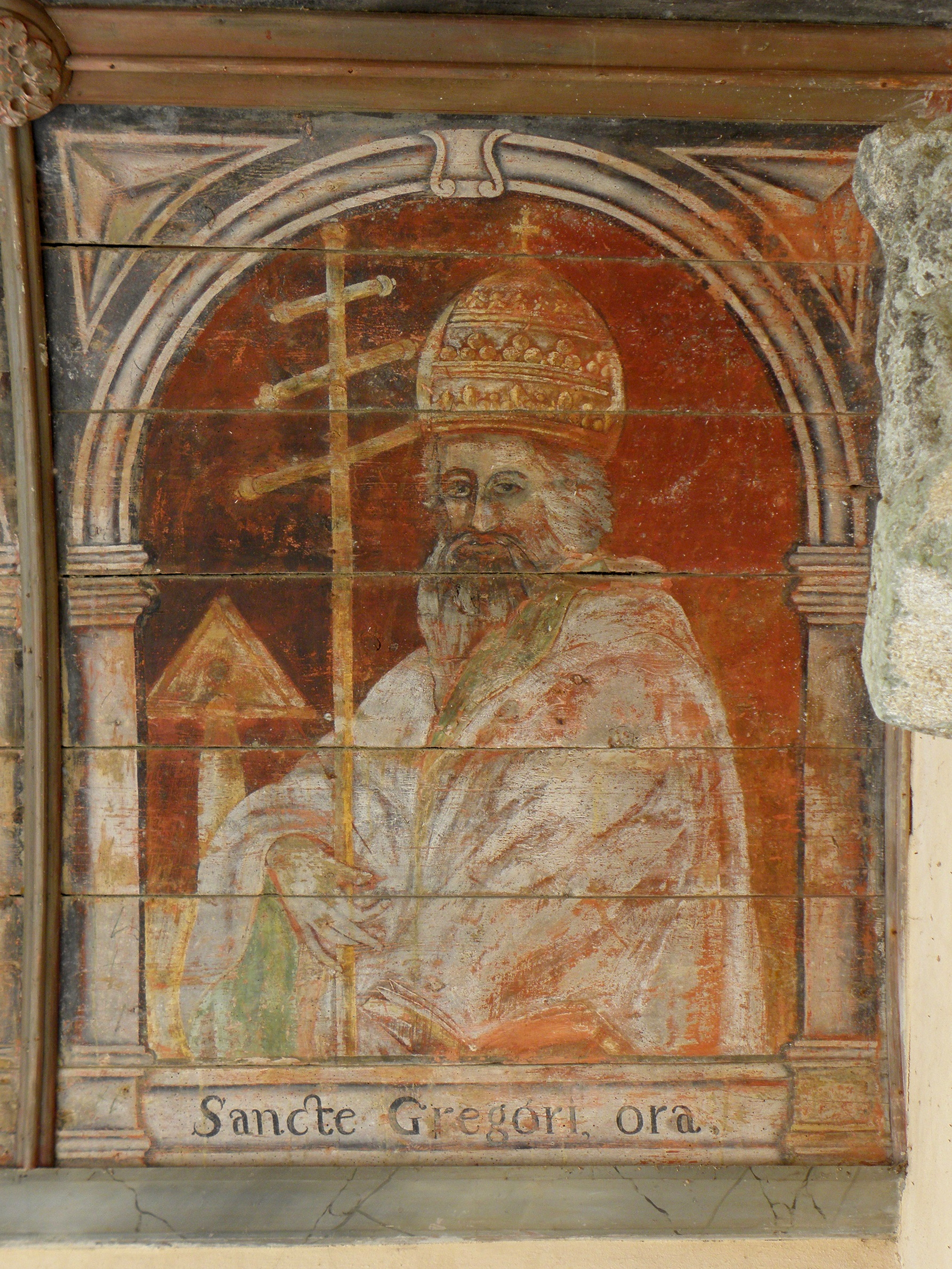
Peintures du porche méridional : Grégoire le Grand (Grégoire Ier).
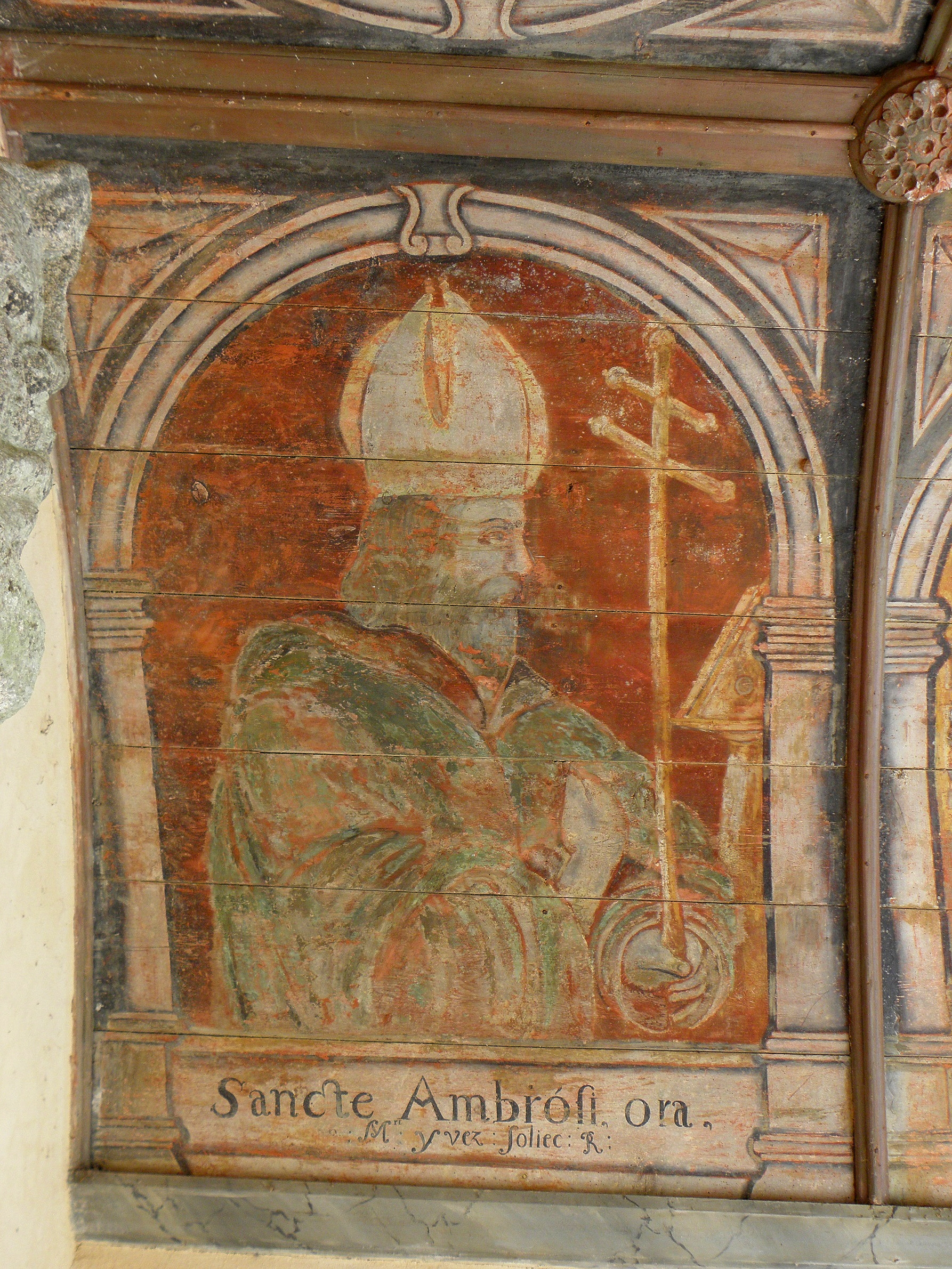
Peintures du porche méridional : saint Ambroise.
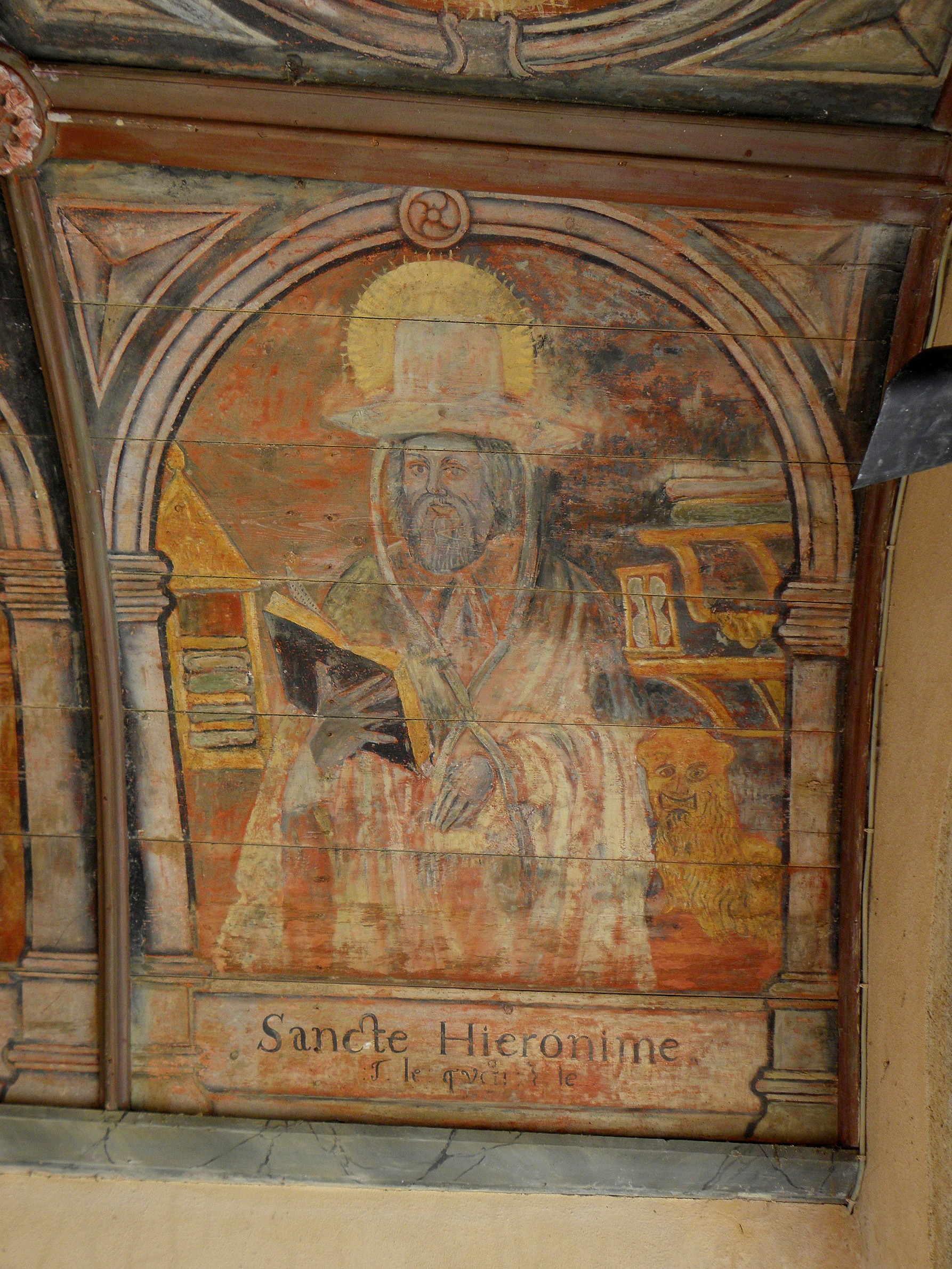
Peintures du porche méridional : saint Jérôme.

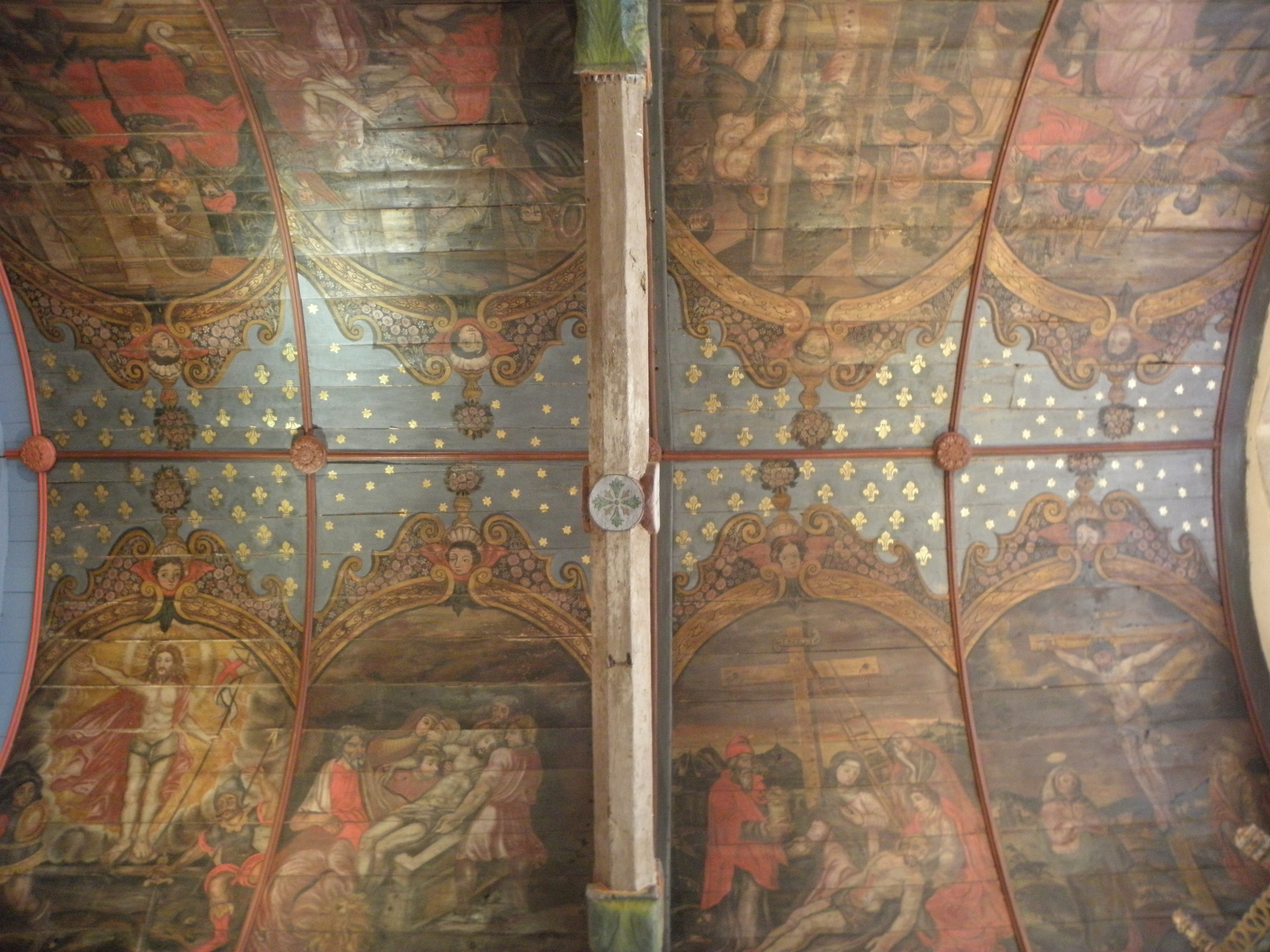
Église paroissiale Saint-Méen : peintures de la voûte du chœur : scènes de la Passion et Résurrection du Christ.
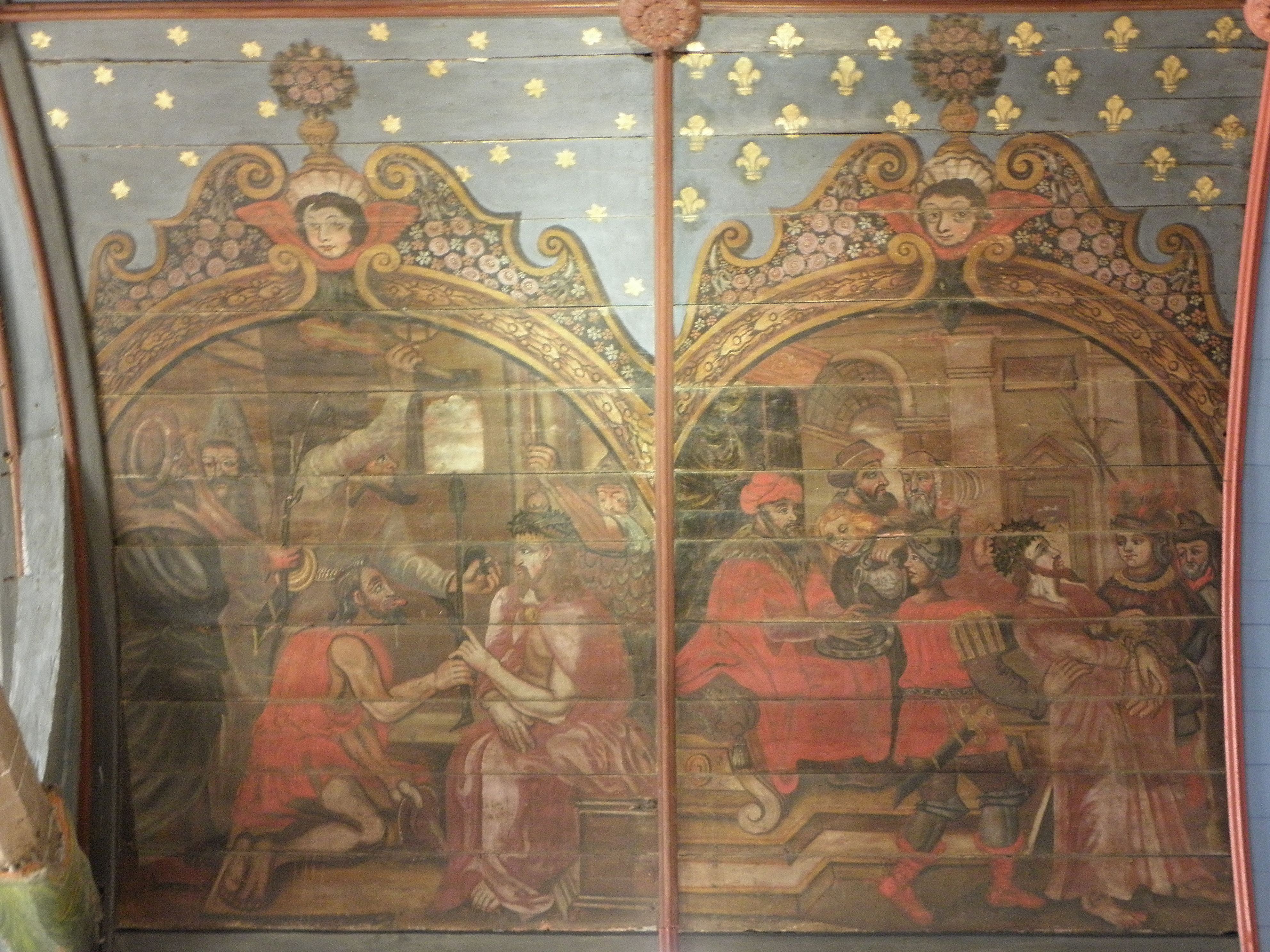
Église paroissiale Saint-Méen : peintures de la voûte du chœur : Christ aux outrages et Comparution devant Ponce Pilate.
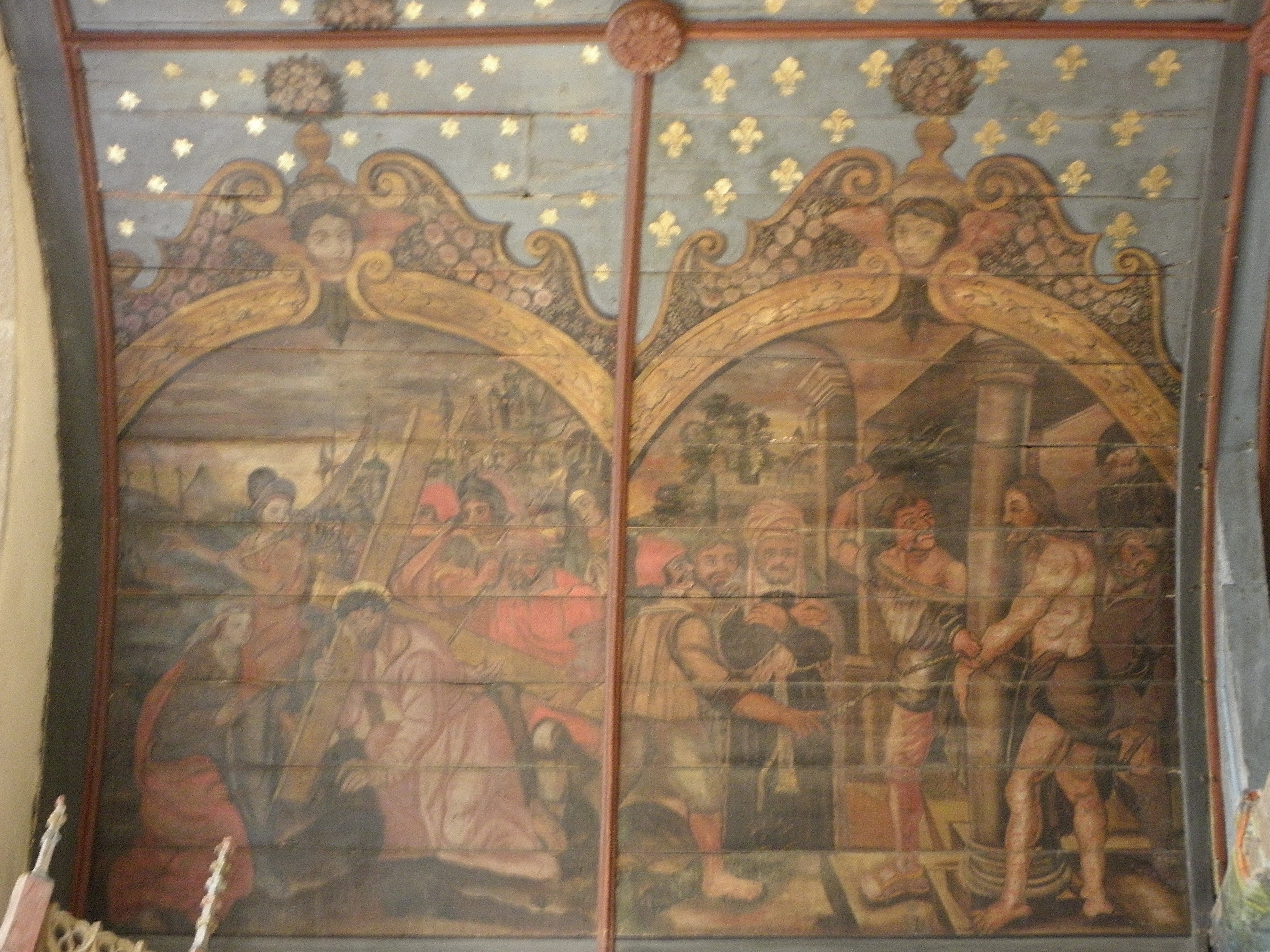
Église paroissiale Saint-Méen : peintures de la voûte du chœur : Portement de Croix et Flagellation.
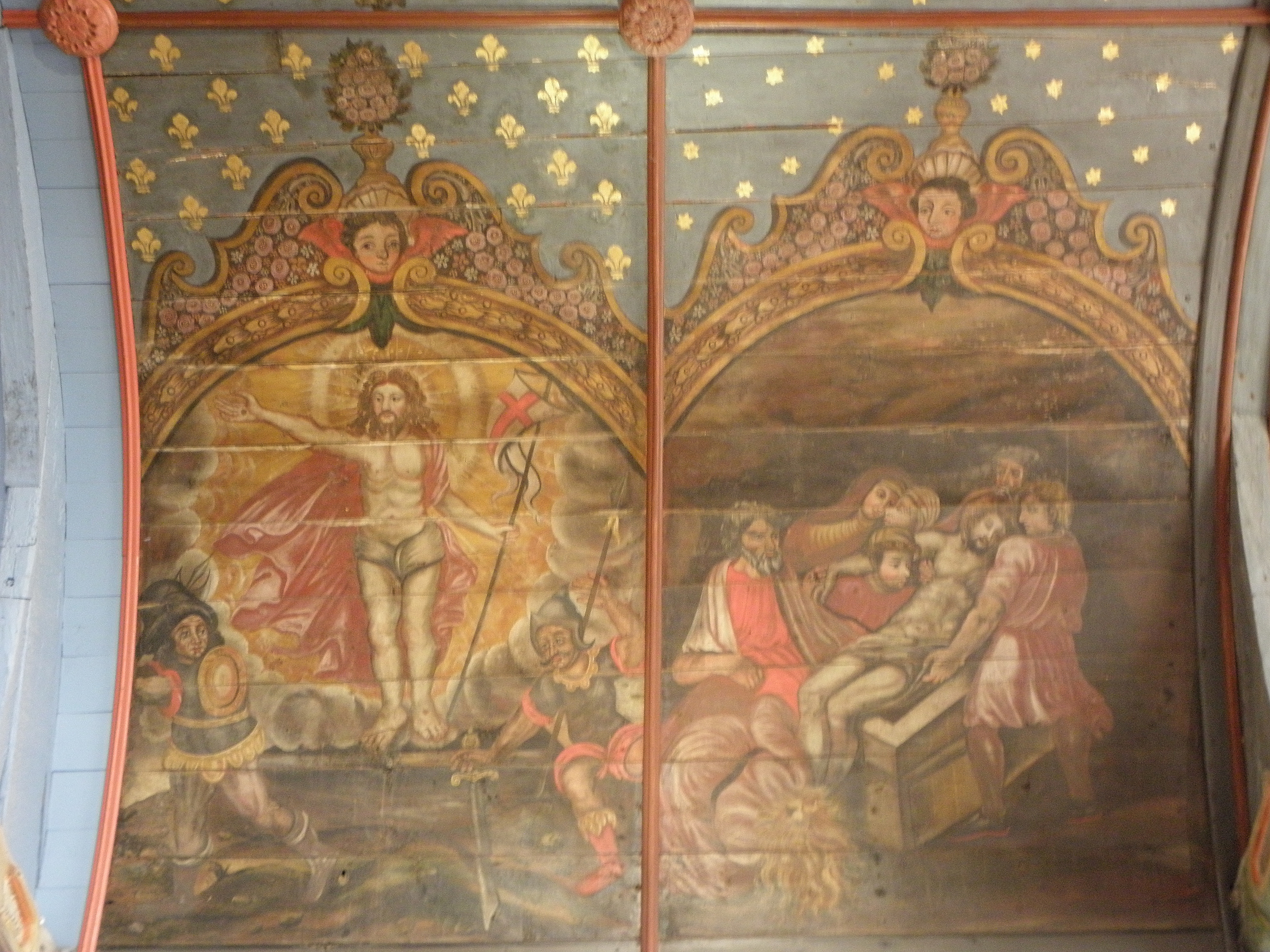
Église paroissiale Saint-Méen : peintures de la voûte du chœur : Résurrection et Mise au Tombeau du Christ.
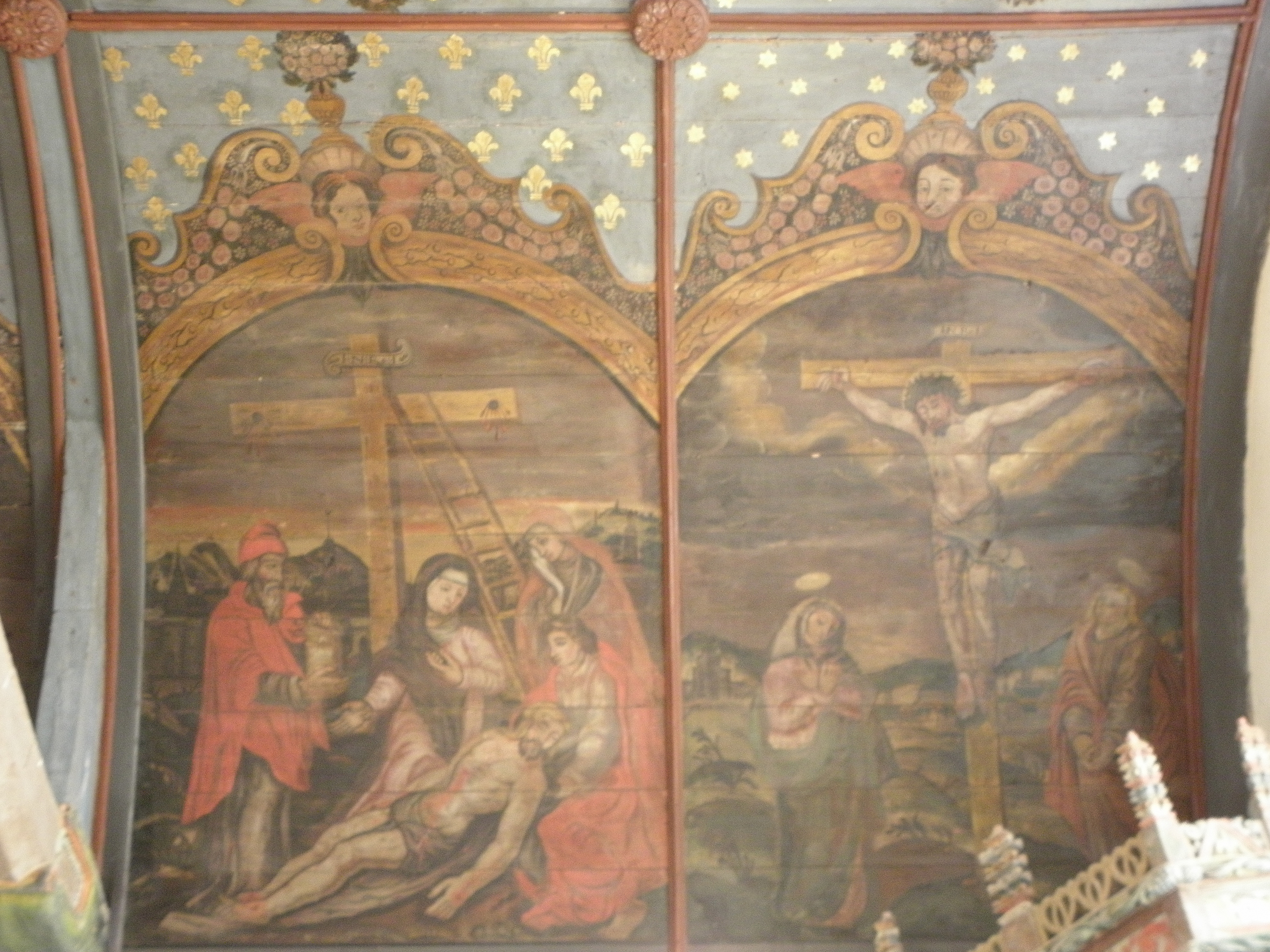
Église paroissiale Saint-Méen : peintures de la voûte du chœur : Déploration sur le corps du Christ et Golgotha.

Le mobilier comprend, notamment, en pierres polychrome, une remarquable pietà de 1747, des statues du XVIe siècle de saint Méen et de saint Corentin ; en bois polychrome un Christ en croix.

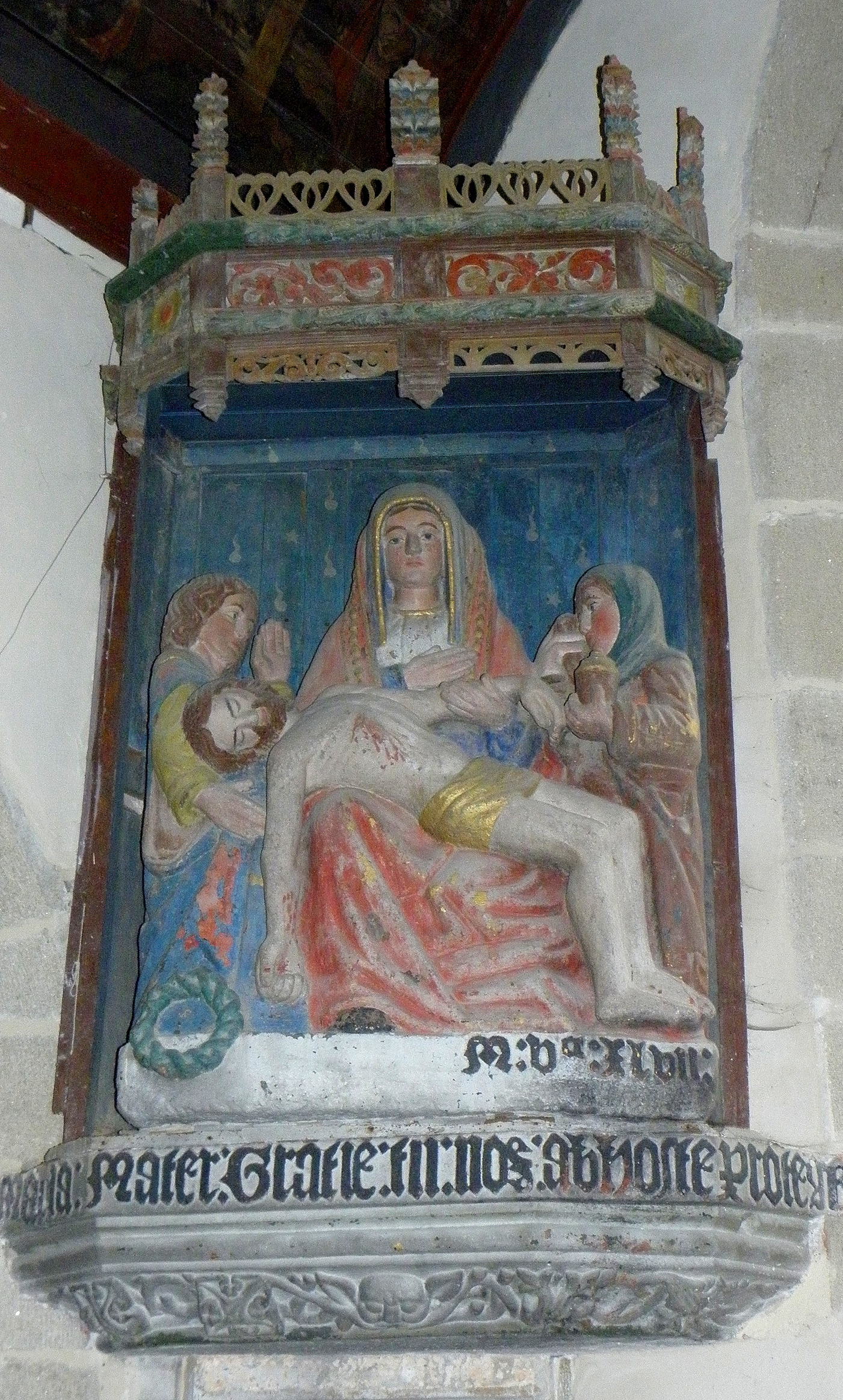
Église paroissiale Saint-Méen : groupe sculpté de la Vierge de Pitié (piétà).
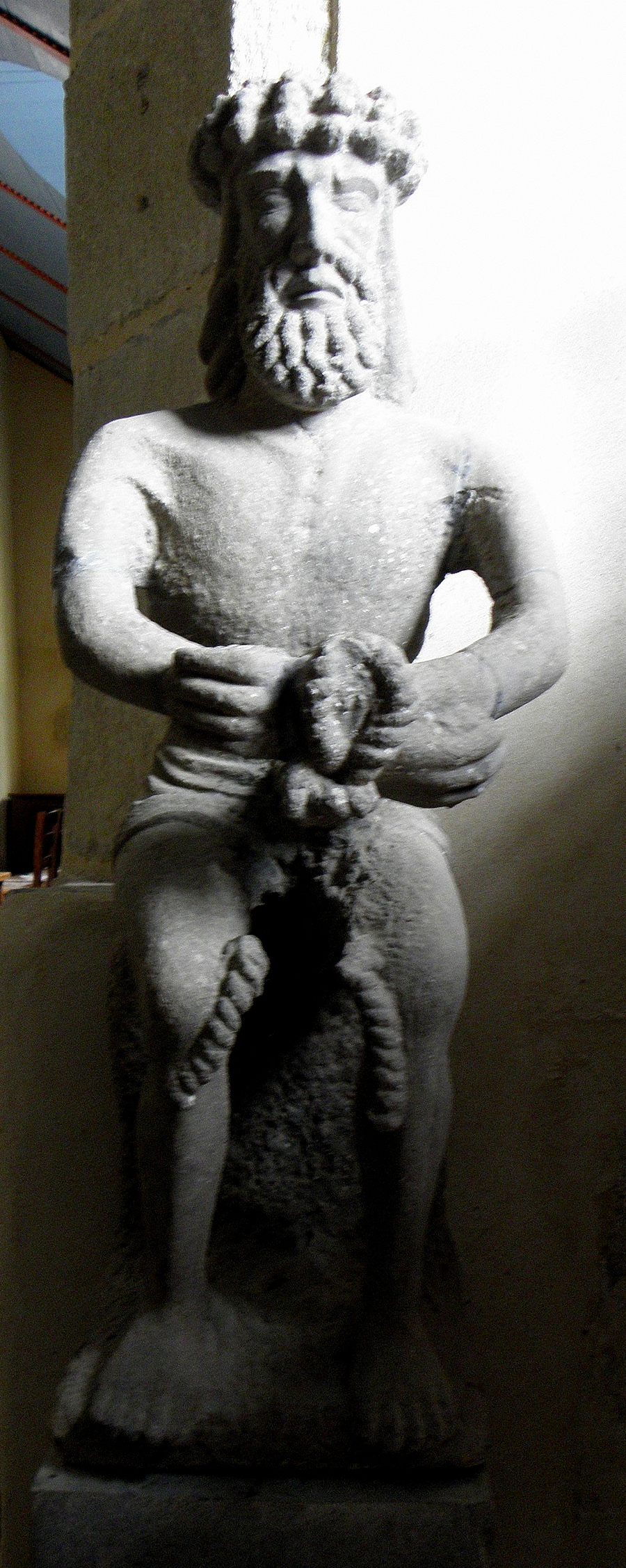
Église paroissiale Saint-Méen : statue du Christ aux liens .
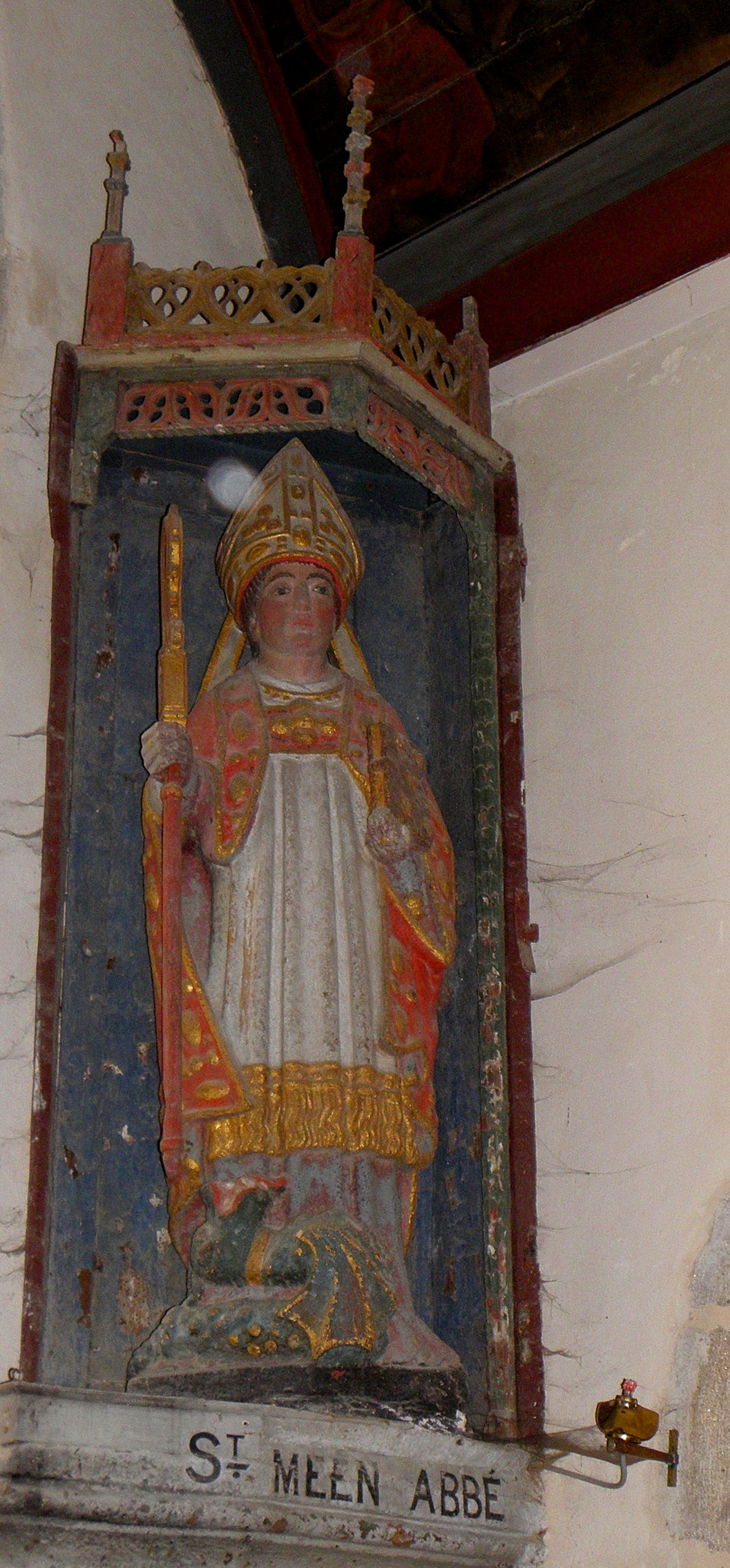
Église paroissiale Saint-Méen : statue de saint Méen.
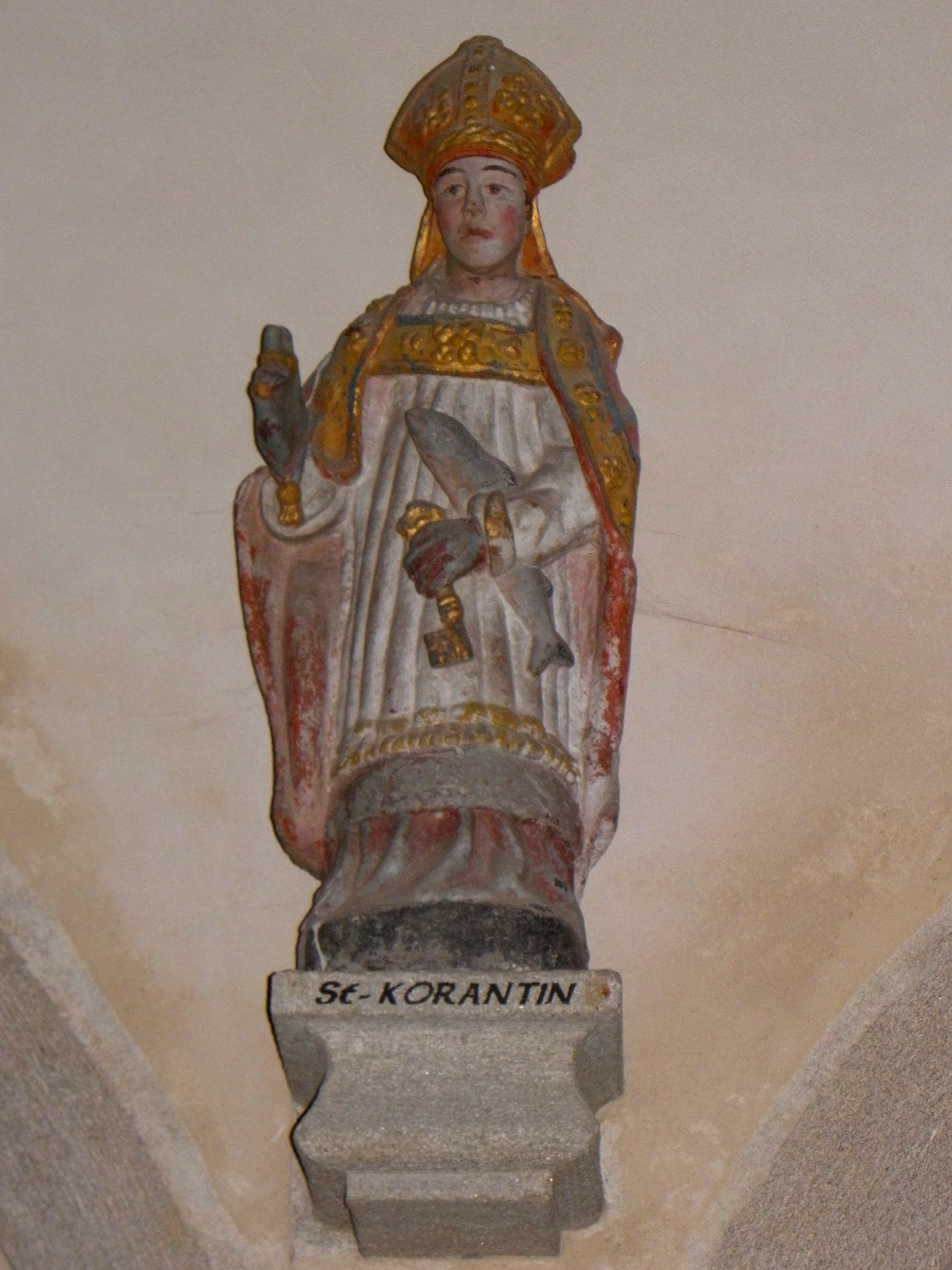
Église paroissiale Saint-Méen : statue de saint Corentin.
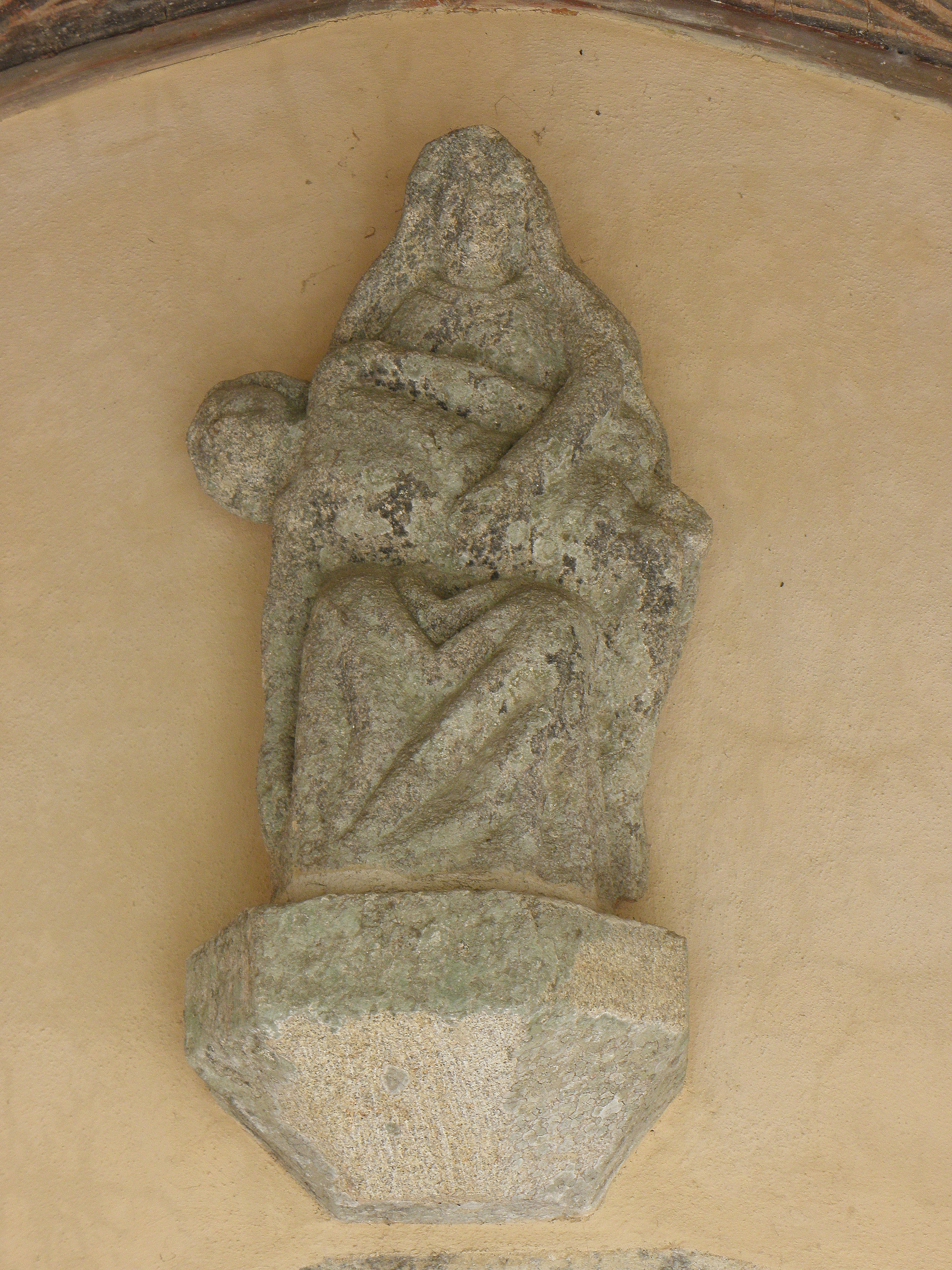
Église paroissiale Saint-Méen : porche méridional : piétà.

Cette église paroissiale a été restaurée. Les travaux, commencés au mois de juin 2005, viennent de voir leur achèvement en février 2008. L'enclos a été redessiné ; l'aménagement paysager valorise cet espace consacré.

#### Chapelle Saint-Nicodème
Dédiée à saint Nicodème, en forme de large croix latine, avec chevet à pans coupés, elle présente au Nord une façade en schiste et granite.
Datant du XVIe siècle, elle a fait l'objet de plusieurs extensions et restaurations. Une porte en anse de panier donne accès au transept sud sur lequel deux inscriptions se remarquent : « H QUEMENER FR : 1593 » et « DAVOL FA 1607 ».
Sur le mur sud de la nef, s'ouvre une porte semblable portant la date de 1592, avec des pieds-droits prismatiques.
Le pignon ouest est surmonté d'un clocher à dôme et lanternon. L'un des rampants présente un escalier extérieur.
La sacristie, de plan hexagonal date de 1712. Cet édifice renferme un très beau mobilier dont des statues du XVIe siècle, des autels en bois polychrome et une clôture de chœur en bois peint du XVIIIe siècle.
Cette chapelle fut restaurée après les importants dégâts causés par l'ouragan de 1987.

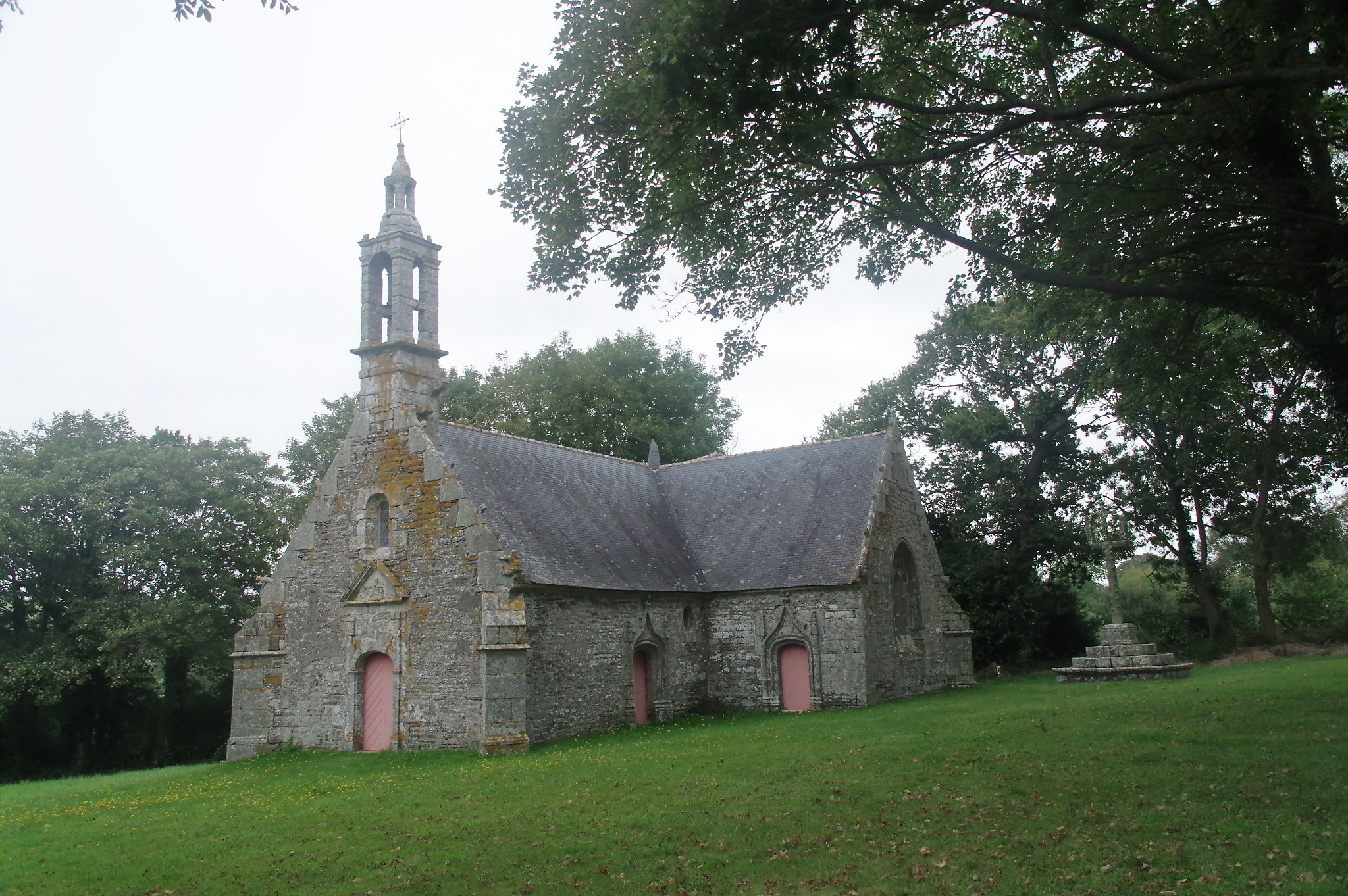
Chapelle Saint-Nicodème : vue extérieure d'ensemble.
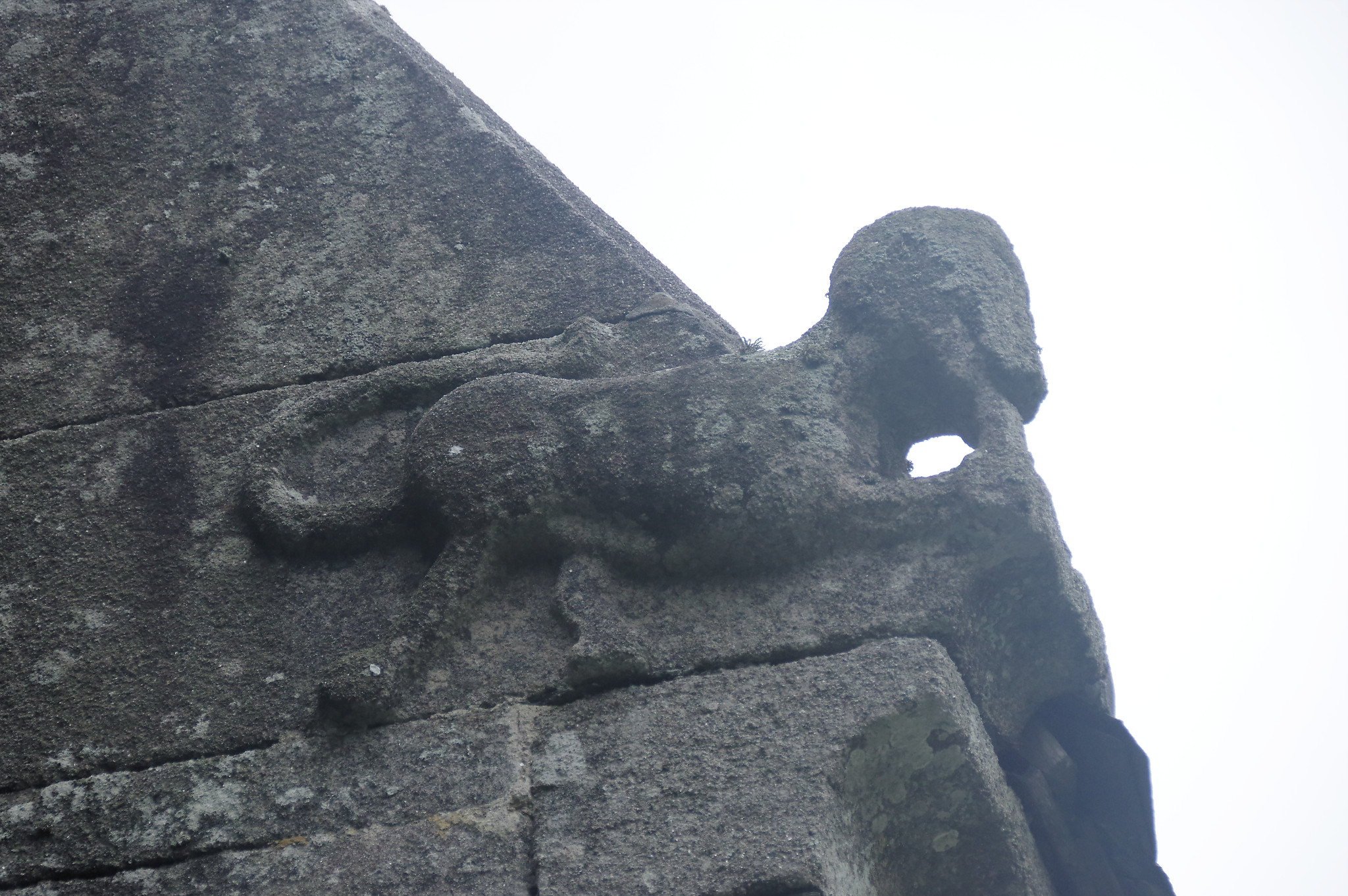
Chapelle Saint-Nicodème : détail d'une sculpture (crossette) en toiture.
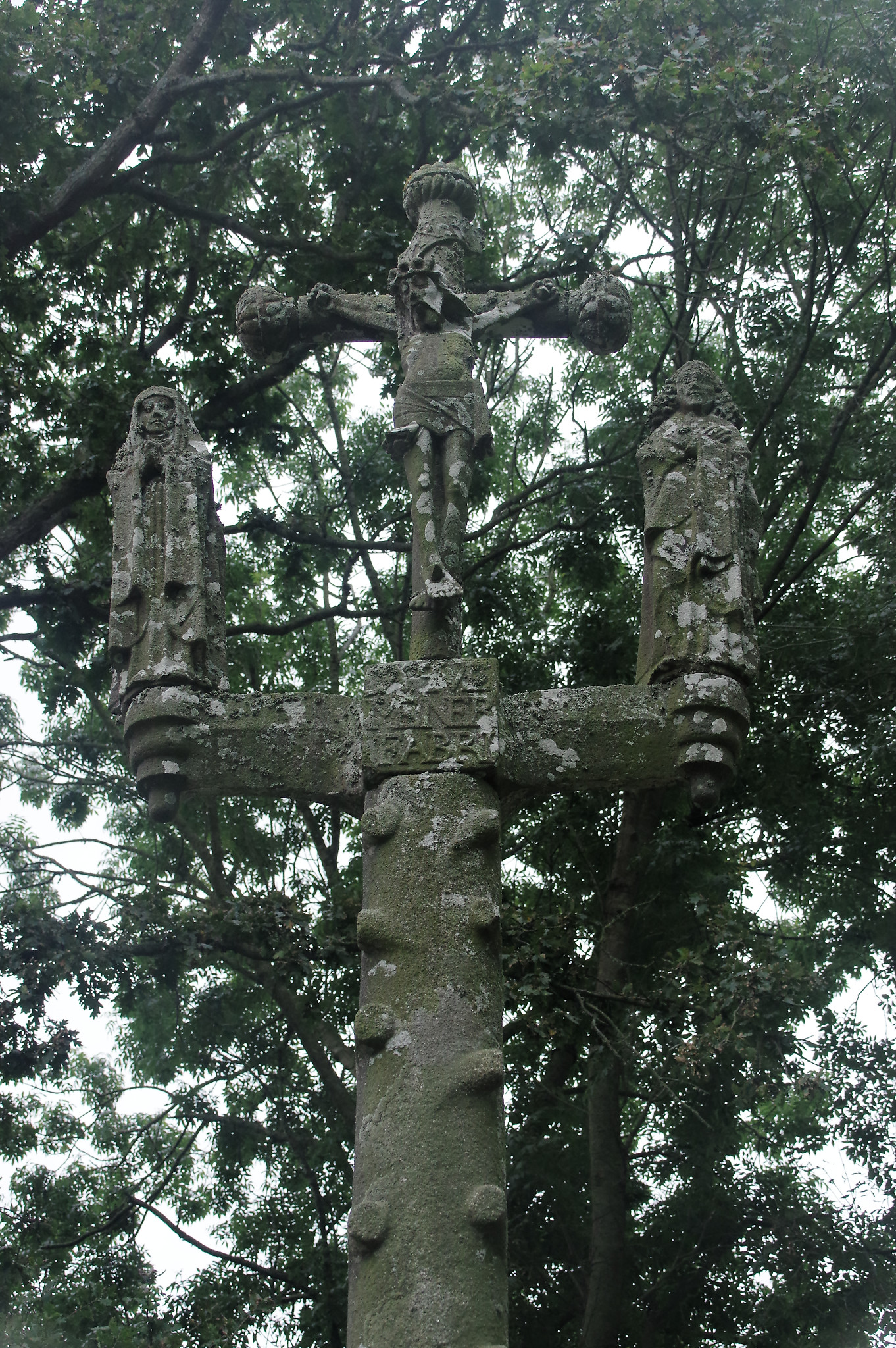
Chapelle Saint-Nicodème : détail de la croix extérieure.
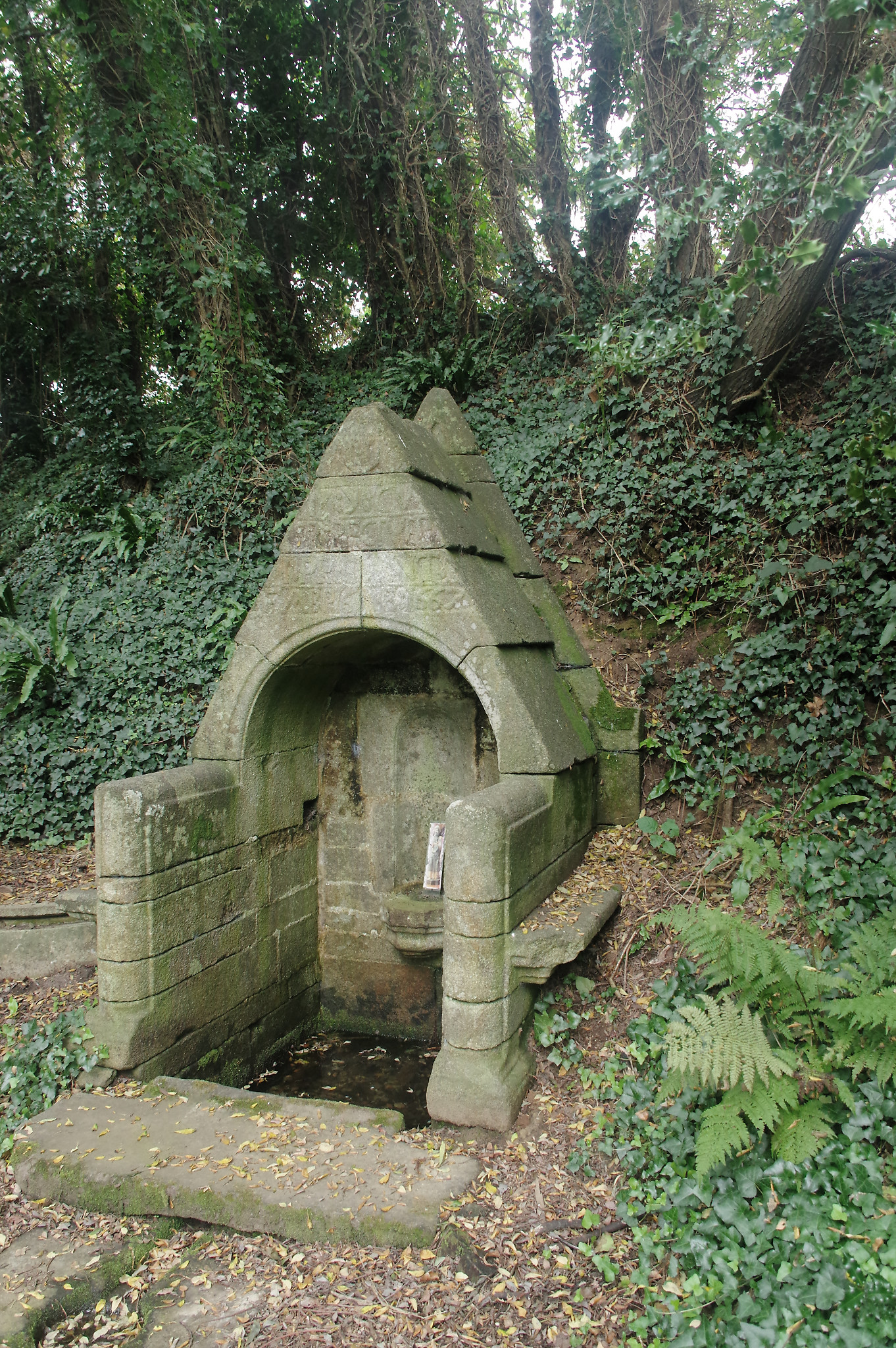
La fontaine Saint-Nicodème.

#### Chapelle Sainte-Barbe
Cette jolie chapelle, dédiée à sainte Barbe, émergeant d'un vallonnement arboré, date du XVIe siècle à l'exception de la sacristie qui porte l'inscription de 1736. Selon la tradition, une chapelle plus ancienne aurait été construite sur ce site par des moins venus d'Outre-Manche. Dédiée à sainte Barbe, elle était invoquée contre la foudre et les incendies.
Elle a été fondée par les seigneurs de Barvédel, de la famille Le Gentil, qui possédaient les prééminences dans l'église paroissiale.
En forme de tau, elle est construite en granite, blocs de schiste et de grès armoricain. La chambre des cloches, sans balustrade, est surmontée d'une flèche à pinacles et gables aveugles de type léonard.
La baie est du chevet, à réseau flamboyant, comporte un superbe vitrail du XVIe siècle aux tons bleu, jaune, argent et gris qui traite du thème de la Crucifixion.
L'intérieur possède un riche mobilier en bois polychrome, dont un maître-autel du XVIIe siècle, des statues des XVIe et XVIIe ainsi qu'une table de communion des XVIIIe et XIXe siècles.
À l'extérieur, un beau calvaire (1585) avec un écusson presque effacé par le temps mais où l'on reconnaît cependant un dragon volant, blason de la famille le Gentil, seigneurs de Barvédel et de Pontlez.

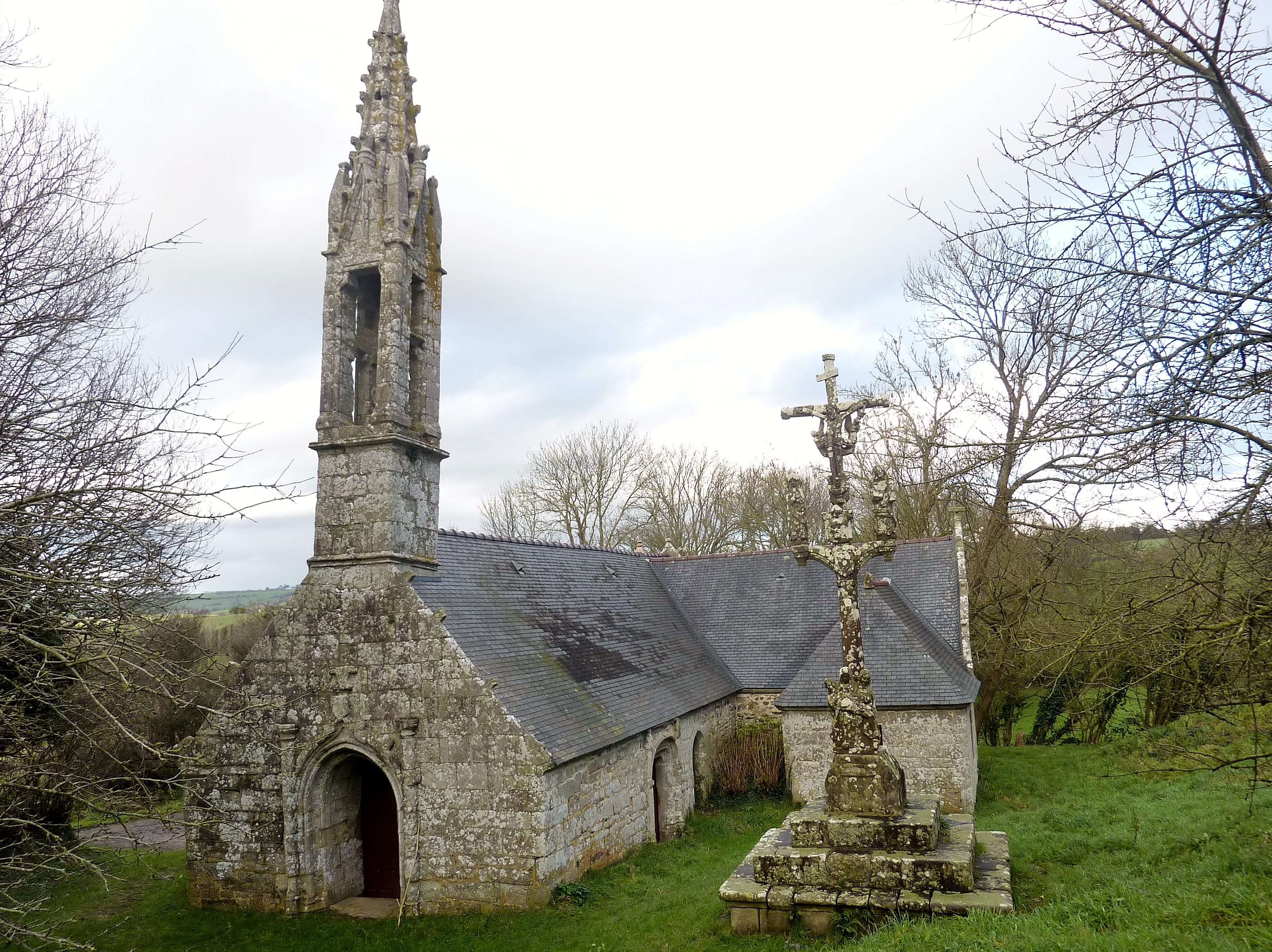
La chapelle Sainte-Barbe et son calvaire : vue extérieure d'ensemble.
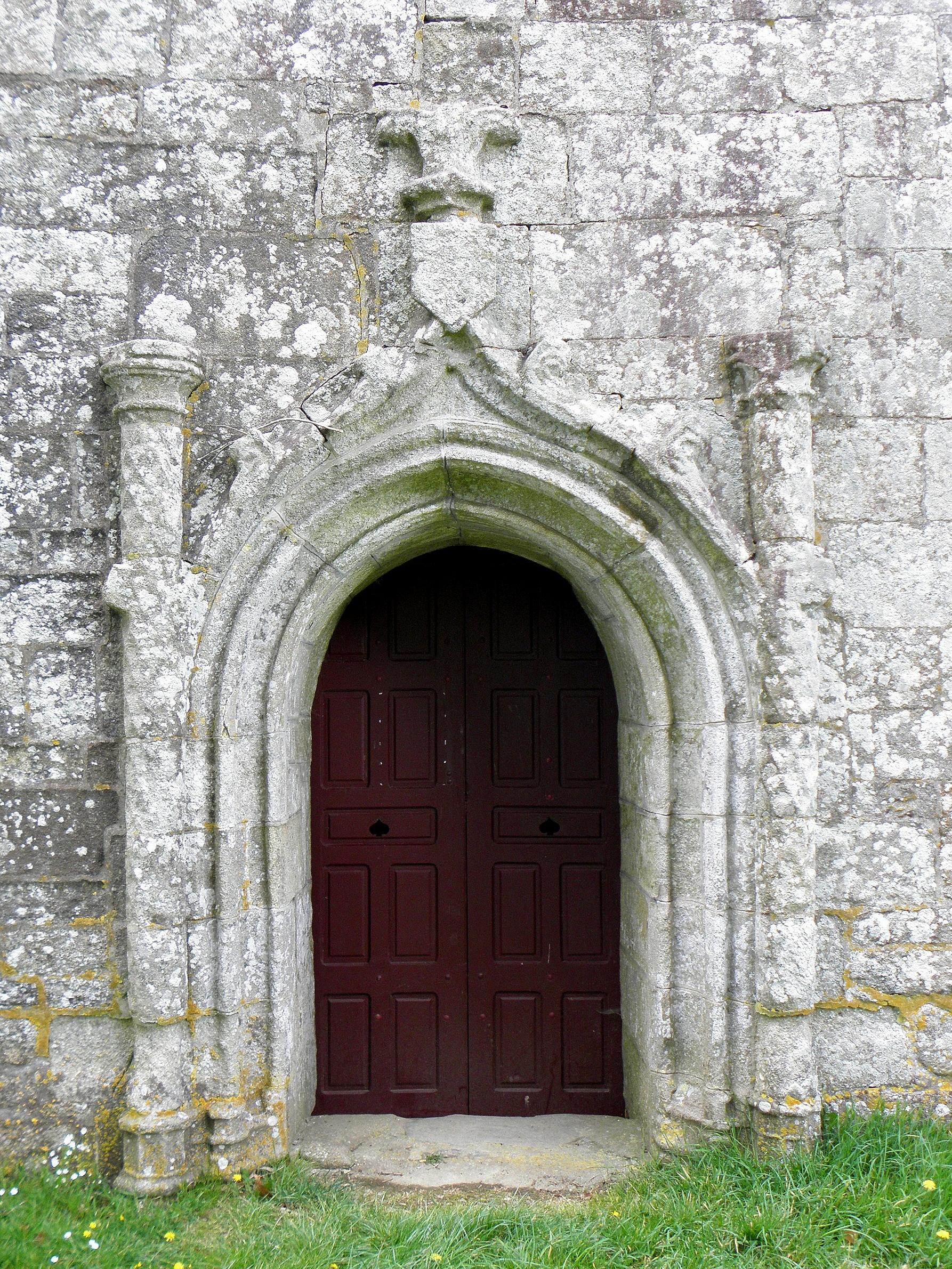
Chapelle Sainte-Barbe : porte occidentale.
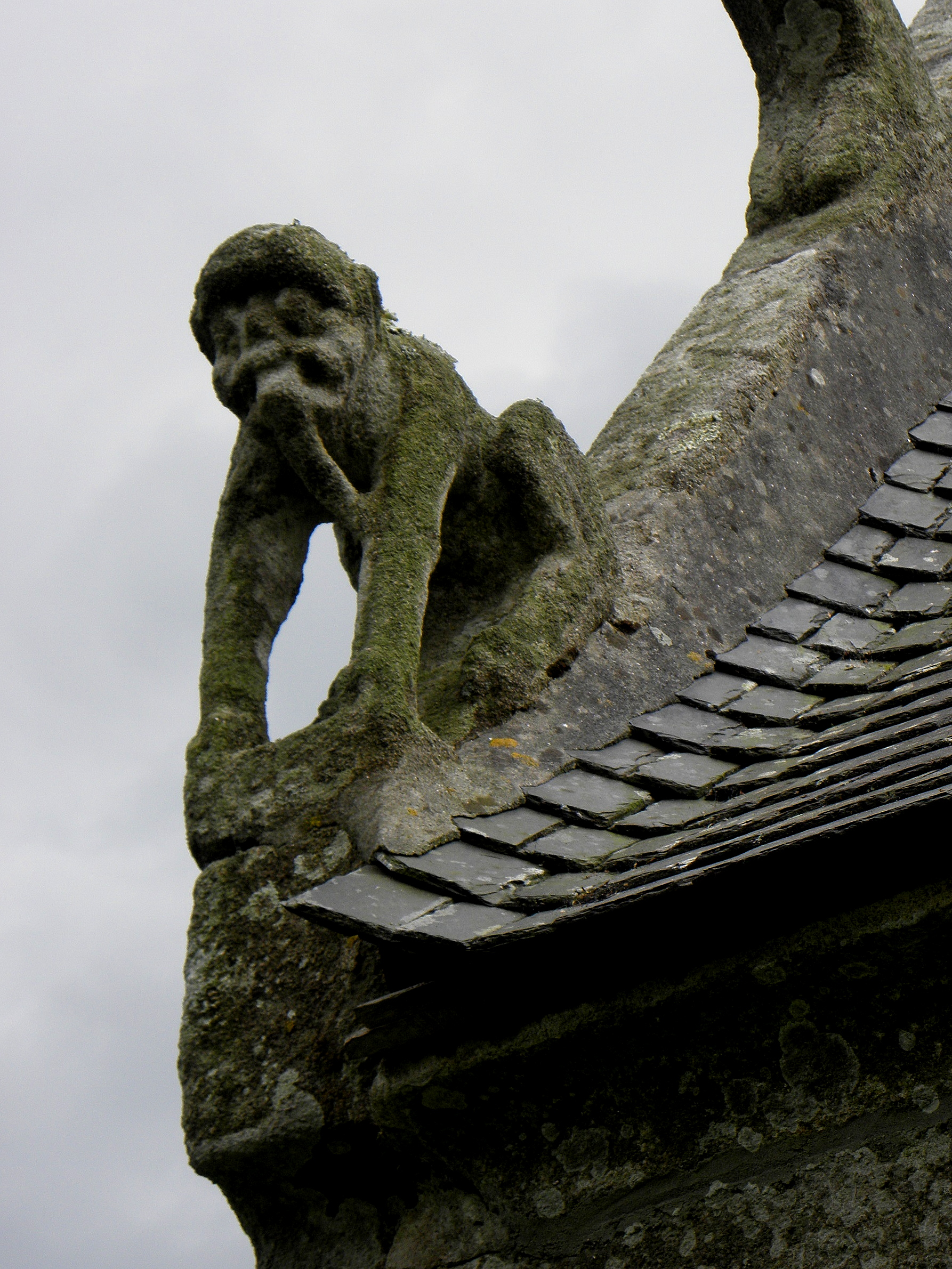
Chapelle Sainte-Barbe : crossette d'un pignon.
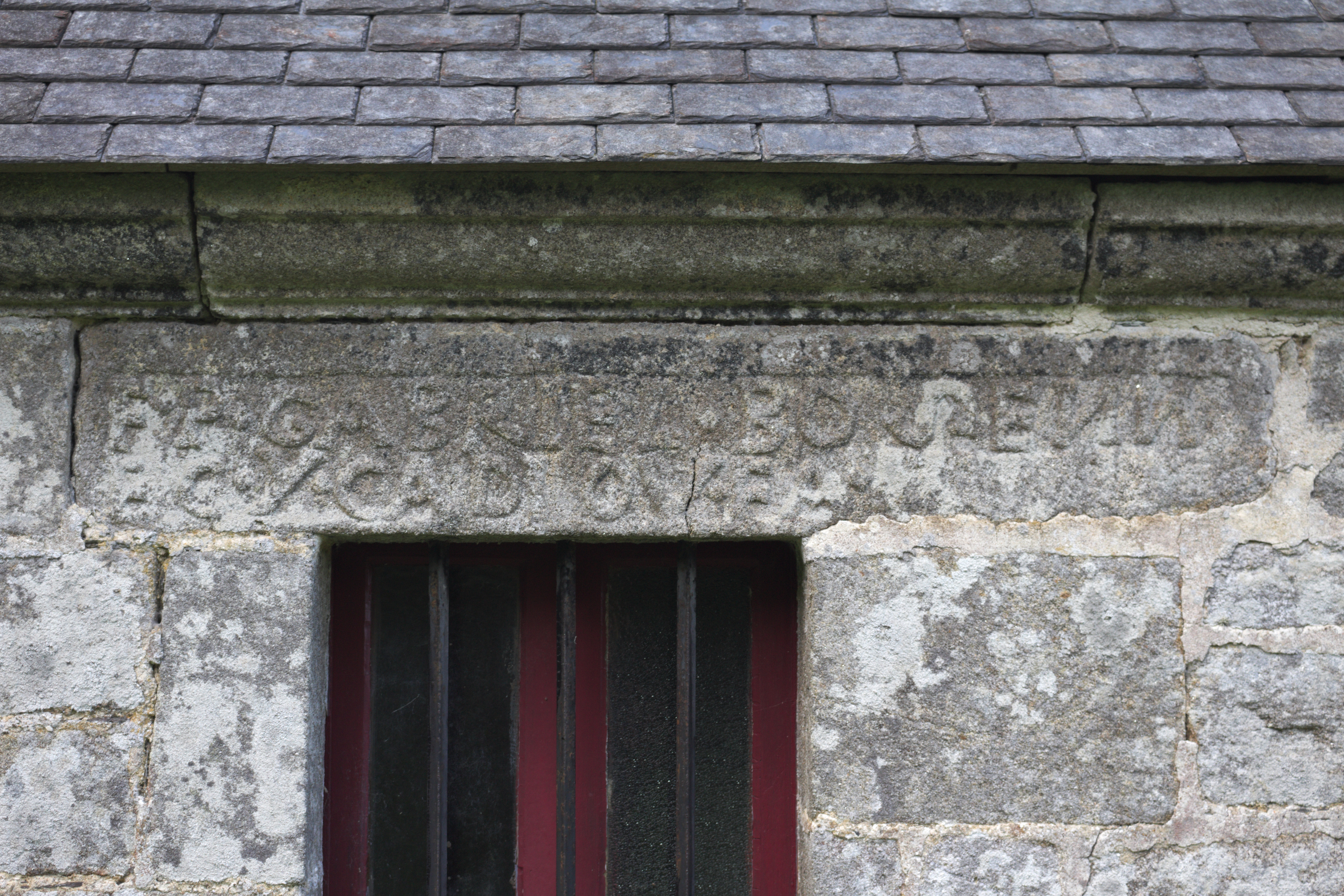
Chapelle Sainte-Barbe : détail des dédicaces de la sacristie.
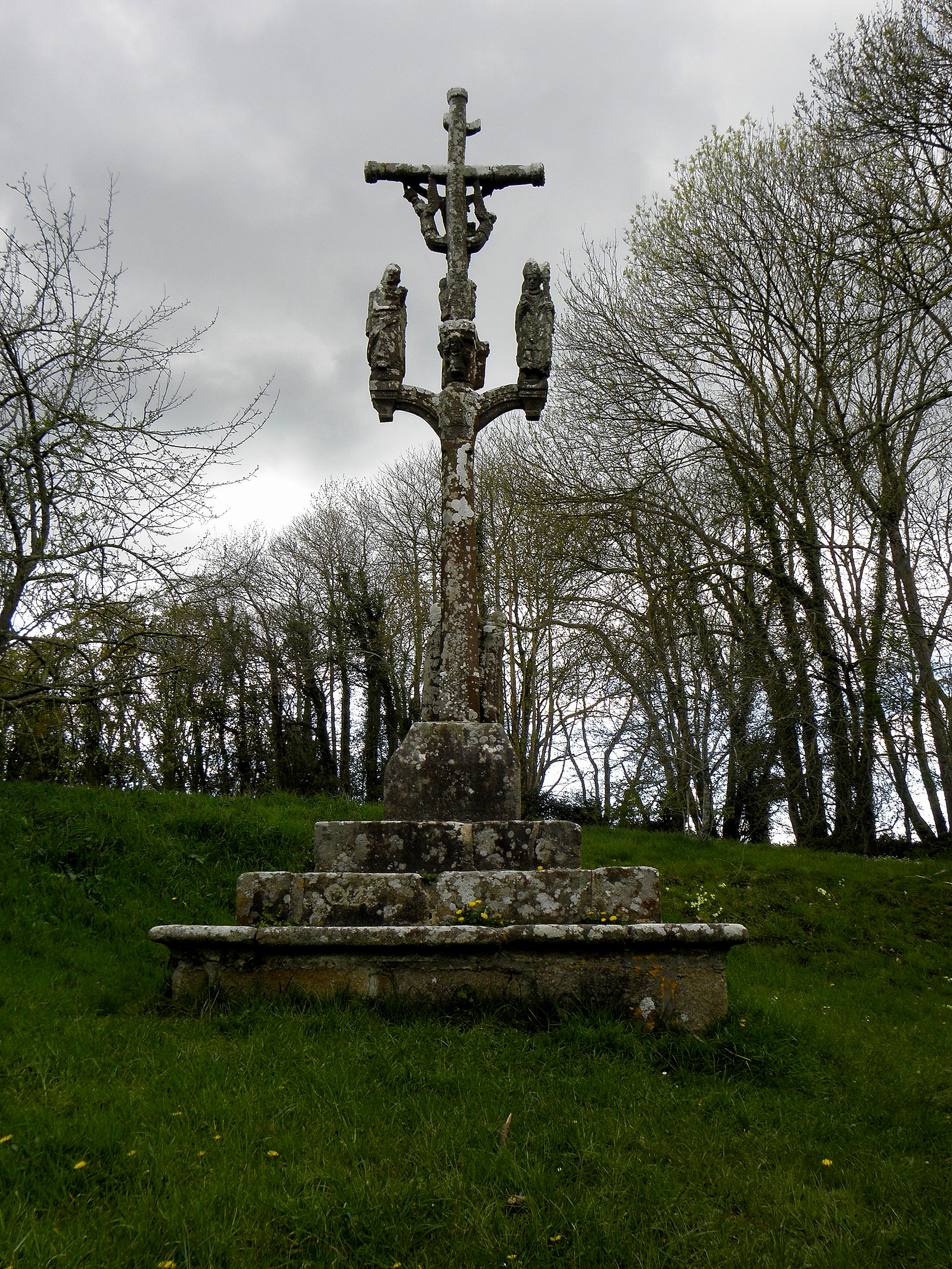
Calvaire de la chapelle Sainte-Barbe : Ange portant les instruments de la Passion entre saint Jean et saint Méen.
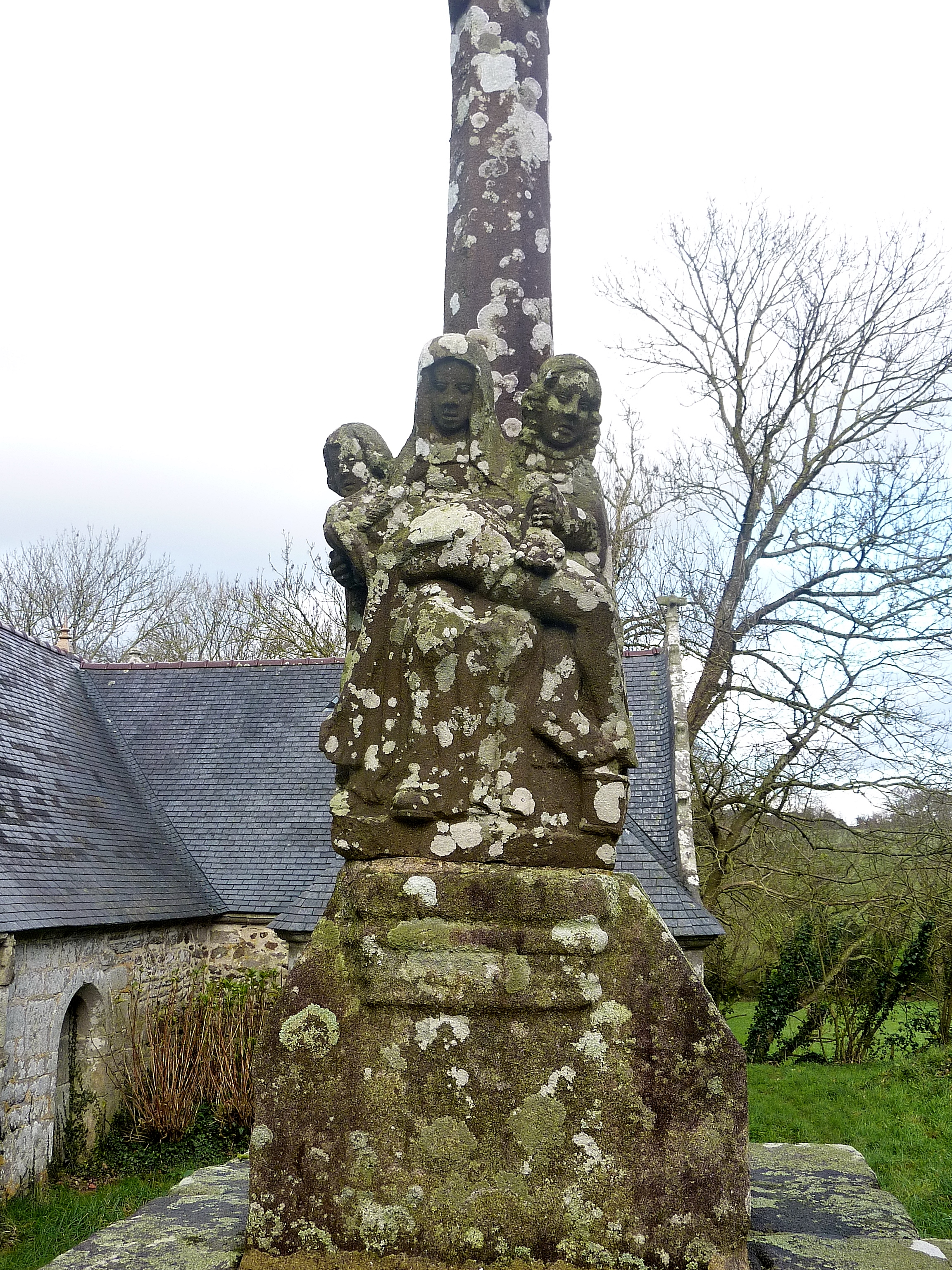
Calvaire de la chapelle Sainte-Barbe : Vierge de Pitié.

### Patrimoine civil

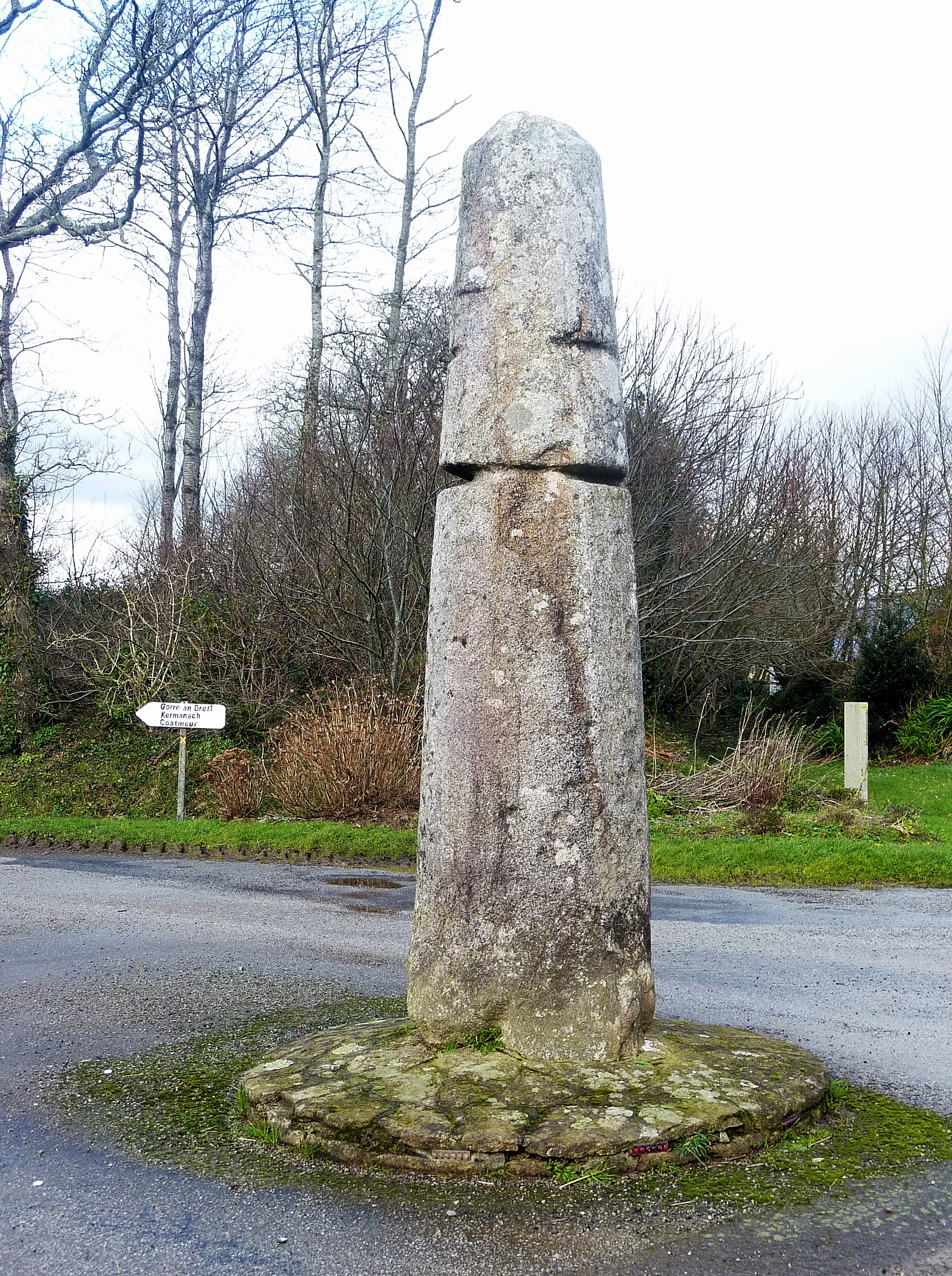
La quenouille de Sainte-Barbe (stèle protohistorique).

- Le fuseau ou quenouille de Sainte-Barbe : stèle protohistorique classée monument historique[57].

## Personnalités liées à la commune
- Louise le Gentil de Barvédel, dame d'honneur de la duchesse Anne de Bretagne, reine de France, fille de Yvon le Gentil, seigneur de Barvédel et de Pontlez, et de Louise de Tréanna. Louise le Gentil de Barvédel épousa au château de Blois en février 1507 en présence de la famille royale, Charles d'O, seigneur d'O, de Fresne et de Maillebois, premier écuyer de la reine Anne de France, duchesse de Bretagne, fils de Jean d'O, seigneur d'O, de Fresne et de Maillebois et de Jeanne de Montfaucon. La famille le Gentil, seigneurs de Barvédel, Pontlez, Coëtninon, Pencran, Rosmorduc, etc., remonte son origine au chevalier Jehan le Gentil (1371) qui fut un des compagnons d'arme du connétable du Guesclin. Elle a donné plusieurs branches dont sont issus en ligne cadette Jean-Philippe-Guy le Gentil, marquis de Paroy qui fut l'un des précepteurs du dauphin, fils du roi Louis XVI et de la reine Marie-Antoinette et Emmanuel-Marie-Jean-L'Evangéliste le Gentil, baron de Quélern, maréchal de camp, qui accompagna comme jeune officier du Génie le général Bonaparte dans son expédition d'Égypte et contribua comme membre de la Commission d'Égypte à la rédaction de l'ouvrage La Description de l'Égypte conservé à la Bibliothèque du Sénat à Paris.
- Léopold-Léon Chavignaud (1861-1930), écrivain né à Châteaulin, mais domicilié principalement à Paris, a habité par moments le manoir de Pen-Hoat en Ploéven[58].
- René Trellu (1889-1973) : né à Ploeven, instituteur principalement à Commana (Finistère), auteur de Contes et récits des Monts d'Arrée et de Montagnes Noires (1956) et de Pilhou ha Bolennou (1971) : voir Commana pour sa notice détaillée.

## Littérature
- Fortuné du Boisgobey : L'As de cœur (roman, 1875) [ce roman évoque Ploéven][59].

## Événements
- [néant]

## Jumelages
La Chapelle-d'Abondance (France)